# 大原さやか
大原 さやか（おおはら さやか、1975年12月6日 - ）は、日本の女性声優、ナレーター、DJ、ラジオパーソナリティ。神奈川県横浜市出身。東京俳優生活協同組合所属。

## 略歴
子供の頃から芝居が好きであったが、「声優」という職業を意識し始めたのは、中学生か高校生になった頃で、CDドラマなどを聴かせてくれた弟の影響があるとのこと。鎌倉女学院中学校・高等学校時代の中高6年間は演劇部に所属し、おこづかいをつぎ込んでミュージカルを観に行くなどしていた。
青山学院大学に進学し、1997年、俳協ボイスアクターズスタジオに第11期生として入所した。
デビュー前後には、舞台出演を経験している。しかし、すぐに仕事は来なかったため、オーディションを受けつつ、アルバイトをこなしながら、友人と劇団を立ち上げて芝居をしていた。デビューした数年間はナレーション関連の仕事が主であったが、2000年代に入ってから、アニメ出演が増えていった。1999年4月より、『NOW HITS STREET』（bayfm）のDJを担当している。
2009年12月6日、自身の誕生日に結婚したことを、公認サイト「大原省」で発表した。相手の男性は1歳年上の役者。
2013年3月1日、第7回声優アワードで助演女優賞を受賞した。
2023年10月13日、婚姻関係が解消済みであることを自身のTwitterで公表した。

## 人物

### 特色
声種はメゾソプラノ。アニメ、アテレコ、ラジオ、ナレーションなどで活躍。役柄としては大人の女性を演じることが多いが、脱力系や少年・少女役も演じる。ナレーションでは、アニメで演じているような個性を極力抑え、地声よりやや低いトーンで話す。
テレビ番組やCM等のナレーションを多数担当しているほか、音声案内や関東地方の鉄道事業者の駅構内の自動放送や店内アナウンスなど、さまざまな媒体に起用されている。とくに関東圏の駅の自動放送においての使用率は少なくとも5割を占めているとされる。2000年代前半は、ナレーターから格上げで、番組内でのリポーターやアシスタントとして映像出演することがあった。
bayfmの帯番組『NOW HITS STREET』で、1999年から2020年までDJを担当し、毎回多種多様な音楽アーティストの楽曲の解説をしているほか、アーティスト本人へのインタビューを行なっている。アニラジではラジオパーソナリティを務めることがある。

### 特技・趣味・嗜好
特技はチェロ演奏。大学生時代は管弦楽団に所属し、大学の管弦楽団の先輩の誘いで現在は地元・神奈川を拠点に活動しているサファリオーケストラの活動にも参加した経験があり、パーティーでBGMとしてカルテット演奏のバイトを何回かしたことがある。また、自身が声を担当した『テイルズ オブ リバース』のヒルダ・ランブリングはチェロが得意という設定である。
趣味は香水集めである。
京都好きであり、暇を見つけては度々訪れている。一人で行くことが多く、朝4時起きで6時過ぎののぞみに乗って、1泊してから（次の昼に仕事が入っていたため）朝一番に帰ることもあった。
京都・観光文化検定（通称・京都検定）の2級に合格している。京都以外にも温泉地など、様々な土地へ出かけており、旅行自体も好きである。
和服を好んでいる。着付けが得意で、着付け講師認定準1級を所持している。
読書を好んでおり、年に数回、書店で本を大量に買い込むことがある。『詩とメルヘン』を中学時代から休刊になるまで購読していた。
英語が堪能で、英検準1級を取得している。パーソナリティを務める『『うみねこのなく頃に』Episode R -Radio of the golden witch-』では、冒頭の番組タイトルコールで、サブタイトルを流暢な発音で読み上げている。
学生時代から演劇・ミュージカル好きで、同業者が出演している舞台に足を運んでいる。『レ・ミゼラブル』は中学生時代からのファン で、この世界を目指すきっかけになっており、博多で行われた公演へ観に行くほどの熱の入れようである。
劇団の中でも音楽座のファンで、17歳の頃にファンクラブに入り、劇団の役者と友達になり、千秋楽の舞台セットの解体まで手伝っていたことがある。同劇団の作品の中でも「マドモアゼル モーツァルト」に対しての思い入れは深い。

### 共演・交流関係
伊藤静とは仲が良く、2009年7月26日、伊藤が行ったイベント「伊藤静 Talk&Live『あそびにおいで(*´艸`*)』」にゲスト出演した。多くの候補曲から伊藤が選んだ中島みゆきの『糸』を伊藤と共に歌った。大原は『糸』について、中島が歌ったオリジナルのものではなく、Bank Bandがカバーしたもので初めて知り、好きになったという。
『XXXHOLiC』で共演した菊地美香とも交流が多い。菊地が出演した『超忍者隊イナズマ!』を担当したり、大原の好きな『レ・ミゼラブル』に菊地が出演していたりと、お互いに縁が深い。菊地から自身の結婚披露宴の司会を頼まれ、2009年12月6日（大原自身の誕生日であり、入籍した日でもある）に式を担当した。また、2007年5月13日に『カレイドスター』でアソシエイトプロデューサーを務めていた池田東陽の人前式、披露宴の司会をしたこともあり、友人・知人からイベントの司会を頼まれる機会が多い。
豊口めぐみとは同じ和服・ミュージカル・演劇好きということで、収録現場で逢うと関連話（特に『レ・ミゼラブル』）で盛り上がる。

### その他エピソード
大学時代にいくつものアルバイトを経験している。背中専門のモデル、エキストラのアルバイトで『ラブジェネレーション』（フジテレビ系）、『ふぞろいの林檎たちIV』（TBS系）などに出演していたことがある。横浜のイタリアレストランでもアルバイトをしたことがあったが、店長に泣かされるなど「大人の理不尽さ」や「虐げられる弱い立場」を思い知らされ、トラウマになっているという。レストランに行った際、その店で働いていた元社員がいて驚いたことがあった。
『NOW HITS STREET』担当開始時から、自ら局に出向いて過去放送分をオンエアテープからダビングし、何回も聞いて復習していた。その後、2006年12月1日に収録スタジオが幕張の新スタジオが幕張ワールドビジネスガーデンに移転にともなうデジタル化で、この作業ができなくなった。京都出身のアーティストがゲストに来た場合、京都話で盛り上がり、京都のお薦めの場所を質問して教えてもらっている。ただ、京都出身だから京都に詳しいとは限らず、逆に大原が名所の説明をして、相手が感嘆することもあるという。
『ケイコとマナブChannel』の仕事では、30秒番宣のナレーションから、マスコットキャラ「テレビくん」の声、局宣番組で初めての顔出し出演までしていた。番組撮影では、メイクアーティストとスタイリストが付かなかったため、自身でヘアメイクをし、自前で用意した4〜5パターンの衣装をシーンごとに着替えていた。さらにチェロ演奏まですることになり、バッハやモーツァルトはなぜか「著作権の問題がある」と言われ、即興で5〜6小節のオリジナル曲を演奏したという。
アニメ『スクラップド・プリンセス』にてラクウェル・カスールの声を演じると共に、次回予告ナレーションを担当していた。
2005年9月頃にフジテレビから生番組への出演依頼が来たが、断ったことがある。依頼内容は「au携帯電話の音声案内の声は誰がやっているか」というコーナーへの出演であったが、当時大原の音声が使用されていたのは一部（全面切り替えは同年12月1日以降）であったことと、「ナレーターとしての顔出しもどうかと思う」ということを理由に辞退した。
『となグラ!』最終話は、大原の提案で出演者全員が浴衣でアフレコに臨んだ。
視力はあまり悪くはないが、コンタクトレンズを使用している。
幼児洗礼を受けて以来、クリスチャン（カトリック）である。

## 出演
太字はメインキャラクター。

### テレビアニメ
1998年
- 名探偵コナン（1998年 - 2017年、白井ゆり、ウェイトレス、三沢藍子、太田恵、安田美和、石川茂子、秋本冴子、山下唯）

1999年
- 宇宙海賊ミトの大冒険（宏子） - 2シリーズ
- カウボーイビバップ（司会B）
- COLORFUL（山本）
- THE ビッグオー（女の子）
- しましまとらのしまじろう（1999年 - 2000年、係員、犬女）
- 星界の紋章（フェグダクペ・クファスピア）
- セラフィムコール（キエ）
- デビルマンレディー（OL、浅川恵理）
- Bビーダマン爆外伝V（ジェニファー)

2000年
- ヴァンドレッド（エズラ・ヴィエーユ）
- 星界の戦旗（ウエイトレス）
- HAND MAID メイ（女店員）
- 陽だまりの樹（芸者C）

2001年
- 犬夜叉（2001年 - 2004年、姫、若菜）
- 機動天使エンジェリックレイヤー（氷川優子）
- スターオーシャンEX（ニーネ）
- Z.O.E Dolores, i（オペレーター）

2002年
- アクエリアンエイジ Sign for Evolution（阿羅耶識東）
- あずまんが大王（木村の妻）
- 朝霧の巫女（御堂志津歌）
- おねがい☆ティーチャー（水澄楓）
- ギャラクシーエンジェル（2002年 - 2004年、メアリー少佐） - 3シリーズ
- ドラゴンドライブ（メグル）

2003年
- カレイドスター（2003年 - 2004年、レイラ・ハミルトン） - 2シリーズ
- スクラップド・プリンセス（ラクウェル・カスール、フタバ）
- ストラトス・フォー（如月沙也華）
- 住めば都のコスモス荘 すっとこ大戦ドッコイダー（栗之花栗華 / クリーカ）
- 花田少年史（花さん）
- ぽぽたん（あい）
- ヤミと帽子と本の旅人（皇蓉子）

2004年
- A15シリーズ（変身3部作）
  - 超変身コス∞プレイヤー（プリシラリヤ・シャマラン / サリーレイヤー）
  - ヒットをねらえ!（城ヶ崎ヒカル）
  - LOVE♥LOVE?（城ヶ崎ヒカル）

- GIRLSブラボー（マハル・セナ・カナカ）
- 北へ。〜Diamond Dust Drops〜（看護師A）
- スクールランブル（2004年 - 2006年、姉ヶ崎妙） - 2シリーズ
- 爆裂天使（アンジェリーク）
- 光と水のダフネ（本城レナ）
- マリア様がみてる（山村先生、家政婦） - 2シリーズ
- 美鳥の日々（春日野遥、まりん）

2005年
- あたしンち（女性）
- ARIA シリーズ（2005年 - 2008年、アリシア・フローレンス） - 3シリーズ
- 英國戀物語エマ（2005年 - 2007年、グレイス・ジョーンズ、マリア） - 2シリーズ
- これが私の御主人様（沢渡瑞穂）
- 灼眼のシャナ（2005年 - 2012年、“逆理の裁者”ベルペオル） - 3シリーズ
- 戦国英雄伝説 新釈 眞田十勇士 The Animation（安岐姫）
- スターシップ・オペレーターズ（イザベル・フェリーニ）
- SoltyRei（ミランダ・マーベリック）
- ツバサ・クロニクル（壱原侑子）
- トリニティ・ブラッド（ノエル・ボゥ）
- ノエイン もうひとりの君へ（内田涼子）
- ハチミツとクローバー（2005年 - 2006年、原田理花、山田母） - 2シリーズ
- ぱにぽにだっしゅ!（五十嵐先生、コーイチ）
- ビューティフル ジョー（シルバー・スノウ）
- 風人物語（映画の中の女性）
- フルメタル・パニック! The Second Raid（レイス）
- ブラック・ジャック（患者）
- BLEACH（黒崎真咲）
- わがまま☆フェアリー ミルモでポン! ちゃあみんぐ（住田の母）

2006年
- うたわれるもの（ウルトリィ）
- ケロロ軍曹（骸〈ムクロ〉）
- コードギアス 反逆のルルーシュ（2006年 - 2008年、ミレイ・アッシュフォード、ルルーシュ・ヴィ・ブリタニア〈幼少時代〉、母親、周香凛、日向いちじく） - 2シリーズ
- 地獄少女 二籠（八木沢千波）
- 蒼天の拳（楊美玉）
- ちょこッとSister（園崎綾乃）
- となグラ!（有坂初音）
- 西の善き魔女 Astraea Testament（ヘイラ）
- バーテンダー（山口紗代）
- 武装錬金（母、ナース）
- Project BLUE 地球SOS（エメリー）
- xxxHOLiC（2006年 - 2008年、壱原侑子） - 2シリーズ
- メジャー（早乙女静香）
- MÄR-メルヘヴン-（ヴェーヌス）
- ロックマンエグゼBEAST（パクチー）

2007年
- 怪物王女（ミカサ）
- 風のスティグマ（橘霧香）
- サルゲッチュ 〜オンエアー2nd〜（アキエ）
- GR-GIANT ROBO-（イザベラ・レイド）
- 獣装機攻ダンクーガノヴァ（セイミー）
- しゅごキャラ!（2007年 - 2009年、なでしこママ、なぎひこ母） - 2シリーズ
- スカルマン（鬼塚結衣）
- スケッチブック 〜full color's〜（梶原青、グレ、弥生ゆうこ）
- 素敵探偵ラビリンス（戸丸都）
- DARKER THAN BLACK -黒の契約者-（ミーナ・カンダスワミ）
- 人形アニメーション リカちゃん（いづみちゃん）
- バンブーブレード（ムームーハウス店長）
- ひぐらしのなく頃に解（梨花の母）
- PRISM ARK（エコー）
- BLUE DRAGON（トントの姉）
- ぼくらの（半井美子）
- もやしもん（2007年 - 2012年、長谷川遥） - 2シリーズ
- ロミオ×ジュリエット（ハーマイオニ）

2008年
- きらりん☆レボリューション STAGE3（住間先生）
- 鉄のラインバレル（2008年 - 2009年、緒川結衣、矢島英明〈幼少時代〉）
- スケアクロウマン（キャサリン）
- セキレイ（浅間美哉）
- 絶対可憐チルドレン（皆本光一の母）
- 鉄腕バーディー DECODE（真田かをり）
- テレパシー少女 蘭（菅野麗香）
- とらドラ!（高須泰子）
- のだめカンタービレ シリーズ（2008年 - 2010年、孫Rui） - 2シリーズ
- 伯爵と妖精（アーミン）
- ひだまりスケッチ×365（直居さん）
- BLASSREITER（ベアトリス・グレーゼ、マリア）
- Mnemosyne-ムネモシュネの娘たち-（ローラ）
- ライブオン CARDLIVER 翔（2008年 - 2009年、プリンセス・プライマリー、女性係員、島津九郎、アナウンサー）

2009年
- 青い花 ※江ノ島電鉄鎌倉駅の構内アナウンスの音源が使用される。
- アスラクライン（クルスティナ・フォルチュナ・ソメシェル・ミク・クラウゼンブルヒ） - 2シリーズ
- うみねこのなく頃に（ベアトリーチェ）
- クイーンズブレイド シリーズ（メルファ） - 2シリーズ
- グイン・サーガ（ターニア王妃、エマ）
- 空中ブランコ（佐代子）
- 黒神 The Animation（佐野茜）
- ご姉弟物語（志津香）
- 戦場のヴァルキュリア（セルベリア・ブレス）
- それいけ!アンパンマン がんばれクリームパンダ!クリスマスの冒険（ニットさん）
- 戦う司書 The Book of Bantorra（レナス＝フルール/オリビア＝リットレット）
- 鉄腕バーディー DECODE:02（真田かをり、幼いナタル）
- とある科学の超電磁砲（2009年 - 2013年、テレスティーナ＝木原＝ライフライン） - 2シリーズ
- ドラえもん（テレビ朝日版第2期）（2009年 - 、人魚姫、女王アリ、ノンちゃんのママ）
- バスカッシュ!（はるか・グレイシア）
- 花咲ける青少年（イサベラ）
- ヒピラくん（ソウルくん、ヤニス）
- FAIRY TAIL（2009年 - 2025年、エルザ・スカーレット） - 4シリーズ

2010年
- えむえむっ!（砂戸智子、駅構内アナウンス）
- おとめ妖怪 ざくろ（突羽根）
- 聖痕のクェイサー（2010年 - 2011年、及川麗） - 2シリーズ
- セキレイ〜Pure Engagement〜（浅間美哉）
- ちゅーぶら!!（水野環）
- バトルスピリッツ 少年激覇ダン（ナミー）
- もっとTo LOVEる -とらぶる-（結城林檎）
- 夢色パティシエール（女館長）
- 四畳半神話大系（景子さん）

2011年
- あの日見た花の名前を僕達はまだ知らない。（宿海塔子）
- うさぎドロップ（二谷ゆかり〈コウキママ〉）
- お兄ちゃんのことなんかぜんぜん好きじゃないんだからねっ!!（高梨菜々香）
- 銀魂'（楢崎幸）
- C3 -シーキューブ-（ピーヴィー・バロヲイ）
- 世界一初恋（一之瀬絵梨佳）
- TIGER & BUNNY（三姉妹長女マリー）
- たまゆら（2011年 - 2013年、塙さよみ） - 2シリーズ
- 緋弾のアリア（神崎かなえ）
- Fate/Zero（アイリスフィール・フォン・アインツベルン）
- フリージング（ミレーナ＝マリウス）
- ブレイド（キャロル）
- Persona4 the ANIMATION（2011年 - 2014年、マーガレット） - 2シリーズ
- ベン・トー（松葉菊）
- 放浪息子（修一の母）
- Rio RainbowGate!（カルティア・ゴルトシュミット）
- レベルE（人魚〈ツインテール＝マーメイド〉）

2012年
- うぽって!!（トンプソン先生）
- エウレカセブンAO（美女）
- エリアの騎士（峰綾花）
- クレヨンしんちゃん（2012年 - 2022年、主婦A、芋原なつみ、菜々美、小学校の先生）
- TARI TARI（坂井まひる）
- 超訳百人一首 うた恋い。（式子内親王）
- トータル・イクリプス（ステラ・ブレーメル）
- 夏雪ランデブー（島尾六花）
- バトルスピリッツ 覇王（ナナ、モシリータ）
- パパのいうことを聞きなさい!（小鳥遊祐理）
- 緋色の欠片（フィーア / フィオナ） - 2シリーズ
- プリティーリズム・オーロラドリーム（富樫かりな）
- マギ（パイモン）
- ヨルムンガンド（バルメ） - 2シリーズ

2013年
- きんいろモザイク（2013年 - 2015年、アリスの母親） - 2シリーズ
- 銀河機攻隊 マジェスティックプリンス（西園寺レイカ）
- キングダム（2013年 - 2022年、紫夏） - 2シリーズ
- THE UNLIMITED 兵部京介（加納紅葉）
- 翠星のガルガンティア（リジット）
- たまごっち! シリーズ（2013年 - 2014年、レディババっち） - 2シリーズ
- ふたりはミルキィホームズ（アリスの母）
- 凪のあすから（まなかの母）
- ファンタジスタドール（マドレーヌ）
- Fate/kaleid liner プリズマ☆イリヤ（2013年 - 2015年、アイリスフィール・フォン・アインツベルン） - 3シリーズ
- まおゆう魔王勇者（暗殺者）

2014年
- アルドノア・ゼロ（界塚ユキ） - 2025年に総集編『アルドノア・ゼロ（Re+）』劇場上映
- ウィッチクラフトワークス（火々里かざね）
- 金色のコルダ Blue♪Sky（御影諒子）
- 咲-Saki- 全国編（石戸霞）
- シドニアの騎士（2014年 - 2015年、小林艦長、アナウンサー） - 2シリーズ
- 白銀の意思 アルジェヴォルン（スズシロ・サオリ）
- スペース☆ダンディ（ローズ）
- 戦国BASARA Judge End（雑賀孫市）
- 曇天に笑う（佐々木妃子）
- ニセコイ（2014年 - 2015年、小野寺菜々子） - 2シリーズ
- ノブナガ・ザ・フール（ハンニバル・バルカ）
- ブレイドアンドソウル（エル・カレン）
- LOVE STAGE!!（瀬名渚）
- ログ・ホライズン（2014年 - 2021年、インティクス） - 2シリーズ

2015年
- えとたま（チュウたん）
- 俺物語!!（砂川の母）
- ガンスリンガー ストラトス（オルガ・ジェンテイン）
- GANGSTA.（ベレッタ）
- ケイオスドラゴン 赤竜戦役（紅鶴）
- Go!プリンセスプリキュア（天ノ川ステラ）
- ゴッドイーター（橘サクヤ）
- 下ネタという概念が存在しない退屈な世界（ソフィア・錦ノ宮）
- 対魔導学園35試験小隊（メフィストフェレス）
- Fate/stay night [Unlimited Blade Works]（ホムンクルス）
- 監獄学園 プリズンスクール（万里）
- やはり俺の青春ラブコメはまちがっている。（2015年 - 2020年、結衣の母 / 由比ヶ浜母） - 2シリーズ
- ランス・アンド・マスクス（ウアジェ・ラジヤ）
- ルパン三世 PART IV（リービア）
- ローリング☆ガールズ（御園ハルカ）

2016年
- アクティヴレイド -機動強襲室第八係-（小湊恵里子）
- 亜人（戸崎の恋人）
- うたわれるもの 偽りの仮面（ウルトリィ）
- 奇異太郎少年の妖怪絵日記（雪母〈雪女〉）
- 金田一少年の事件簿R（茉莉香の母）
- クオリディア・コード（大國真昼）
- 食戟のソーマ 弐ノ皿（薙切レオノーラ）
- ジョジョの奇妙な冒険 ダイヤモンドは砕けない（辻彩）
- 装神少女まとい（サフィラス）
- 双星の陰陽師（師）
- Dimension W（四阿屋椿）
- テラフォーマーズ リベンジ（西春麗）
- 美少女戦士セーラームーンCrystal Season III（海王みちる / セーラーネプチューン）
- プリンス・オブ・ストライド オルタナティブ（支倉ダイアン）
- WWW.WORKING!!（村主沙衣子）

2017年
- MARGINAL#4 KISSから創造るBig Bang（嘉手納マイ）
- CHAOS;CHILD（乳母車の女）
- ID-0（カーラ・ミラ＝フォーデン）
- ツインエンジェルBREAK（如月静）
- ソード・オラトリア ダンジョンに出会いを求めるのは間違っているだろうか外伝（レヴィス）
- サクラダリセット（魔女）
- 恋愛暴君（緋山蘇芳）
- Re:CREATORS（メテオラ・エスターライヒ〈妄想〉）
- ナイツ&マジック（セレスティナ・エチェバルリア、ナレーション）
- 妖怪アパートの幽雅な日常（長谷瑞羽）
- メイドインアビス（オーゼン）
- 時間の支配者（イフ）
- 異世界はスマートフォンとともに。（2017年 - 2023年、九重七重） - 2シリーズ
- このはな綺譚（八百比丘尼）
- クラシカロイド（2017年 - 2018年、音羽日芽歌）
- 3月のライオン（2017年 - 2018年、ひなたの担任）
- 魔法使いの嫁（2017年 - 2018年、ティターニア）
- 魔法陣グルグル（トリコ）

2018年
- 宇宙よりも遠い場所（白石民子）
- HUGっと!プリキュア（2018年 - 2019年、パップル）
- 三ツ星カラーズ（ナレーション）
- 博多豚骨ラーメンズ（小百合）
- りゅうおうのおしごと!（釈迦堂里奈）
- 蒼天の拳 REGENESIS（エリカの母）
- フルメタル・パニック! Invisible Victory（レイス）
- 多田くんは恋をしない（山村ポワロンよしこ ）
- ゴールデンカムイ（2018年 - 2023年、家永カノ） - 3シリーズ
- 天狼 Sirius the Jaeger（アガサ）
- はねバド!（羽咲有千夏）
- 異世界魔王と召喚少女の奴隷魔術（メディオス）
- 京都寺町三条のホームズ（滝山好江）
- 学園BASARA（雑賀孫市）
- 色づく世界の明日から（月白瑠璃）

2019年
- 同居人はひざ、時々、頭のうえ。（朏佐保）
- 魔法少女特殊戦あすか（タビラ将軍）
- グリムノーツ The Animation（カオス・ハートの女王）
- 賢者の孫（ミリア）
- アイカツフレンズ!〜かがやきのジュエル〜（ソフィー シャーロット）
- 異世界チート魔術師（レミーア）
- まちカドまぞく（2019年 - 2022年、吉田清子） - 2シリーズ
- キラッとプリ☆チャン（2019年 - 2020年、テツ姉ぇ）
- ダンベル何キロ持てる?（呉夜叉）
- ナカノヒトゲノム【実況中】（イザベラ）
- ありふれた職業で世界最強（2019年 - 2024年、モナ・ハウリア、レミア） - 3シリーズ
- 炎炎ノ消防隊（2019年 - 2026年、火代子黄） - 4シリーズ
- BEM（ジュリア）
- ライフル・イズ・ビューティフル（姪浜杏里）
- ヴィンランド・サガ（リディア）

2020年
- バビロン（エマ・G・ウッド）
- 宝石商リチャード氏の謎鑑定（中田ひろみ）
- LISTENERS リスナーズ（アイン・ノイバウテン）
- 波よ聞いてくれ（茅代まどか）
- ミュークルドリーミー（2020年 - 2021年、朝陽ママ） - 2シリーズ
- アルテ（ヴェロニカ）
- フルーツバスケット（由希の母）
- GO!GO!アトム
- 魔王城でおやすみ（ネオ＝アルラウネ）
- 神様になった日（伊座並母）
- 池袋ウエストゲートパーク（城之内文香）

2021年
- ホリミヤ（2021年 - 2023年、宮村伊織） - 2シリーズ
- アズールレーン びそくぜんしんっ!（三笠）
- 蜘蛛ですが、なにか?（魔族軍「第二軍軍団長」サーナトリア）
- 転生したらスライムだった件（2021年 - 2024年、フレイ） - 2シリーズ
- Vivy -Fluorite Eye's Song-（アーカイブ）
- EDENS ZERO（2021年 - 2023年、エルシー） - 2シリーズ
- MARS RED（山上富子）
- 七つの大罪 憤怒の審判（混沌の巫女）
- 死神坊ちゃんと黒メイド（2021年 - 2024年、坊ちゃんの母 / ガーベラ） - 3シリーズ
- 迷宮ブラックカンパニー（パワー＝アッシュ）
- 精霊幻想記（2021年 - 2024年、ユバ） - 2シリーズ
- 100万の命の上に俺は立っている（フロック母）
- 舞妓さんちのまかないさん（2021年 - 2022年、ナレーション）
- 闘神機ジーズフレーム（王梨花）
- SELECTION PROJECT（花野井令華）
- さんかく窓の外側は夜（鬼内さおり）
- ブルーピリオド（桑名ユキ）

2022年
- 東京24区（翠堂香苗）
- 幻想三國誌 -天元霊心記-（羅織女、ナレーション）
- 薔薇王の葬列（マーガレット王妃）
- ワッチャプリマジ!（ウンディーネ）
- のりものまん モービルランドのカークン（オレンジ）
- 錆喰いビスコ（悦子）
- 平家物語（浅葱の方）
- であいもん（納野富紀）
- ビルディバイド -＃FFFFFF-（一条太夫）
- 乙女ゲー世界はモブに厳しい世界です（ミレーヌ）
- それでも歩は寄せてくる（うるしの母）
- 金装のヴェルメイユ〜崖っぷち魔術師は最強の厄災と魔法世界を突き進む〜（シスター）
- うたわれるもの 二人の白皇（ウルトリィ）
- 聖剣伝説 Legend of Mana -The Teardrop Crystal-（クリスティー）
- BLEACH 千年血戦篇（黒崎真咲）

2023年
- ツンデレ悪役令嬢リーゼロッテと実況の遠藤くんと解説の小林さん（エリザベート）
- トモちゃんは女の子!（フェリス・オールストン、ハル子）
- 大雪海のカイナ（ムルノタ）
- 火狩りの王（2023年 - 2024年、ヤナギ） - 2シリーズ
- とんでもスキルで異世界放浪メシ（マリー）
- マイホームヒーロー（鳥栖歌仙）
- 勇者が死んだ!（エセル・ボーグナイン）
- 君は放課後インソムニア（丸太の母）
- 聖剣学院の魔剣使い（ティアレス・リザレクティア）
- デュエル・マスターズ WIN 決闘学園編（2023年 - 2024年、カイザ母）

2024年
- 望まぬ不死の冒険者（ルカ）
- 青の祓魔師 シリーズ（2024年 - 2025年、神木玉雲） - 2シリーズ
- 終末トレインどこへいく?（静留母）
- ヴァンパイア男子寮（蓮の母親、玲子）
- ブルーアーカイブ The Animation（リン）
- アイドルマスター シャイニーカラーズ（番組ナレーション）
- 魔導具師ダリヤはうつむかない（アルテア・ガストーニ）
- ダンジョンの中のひと（水の精霊）

2025年
- BanG Dream! Ave Mujica（豊川瑞穂）
- 外れスキル《木の実マスター》 〜スキルの実（食べたら死ぬ）を無限に食べられるようになった件について〜（聖女）
- FARMAGIA（ロレーユ）
- キミとアイドルプリキュア♪（ピカリーネ）
- 全修。（アドミラル）
- ギルドの受付嬢ですが、残業は嫌なのでボスをソロ討伐しようと思います（ジェシカ）
- 没落予定の貴族だけど、暇だったから魔法を極めてみた（幻影アメリア）
- 魔法使いの約束（カナリア）
- 俺は星間国家の悪徳領主!（美香）
- 完璧すぎて可愛げがないと婚約破棄された聖女は隣国に売られる（コルネリア・アデナウアー）
- 中禅寺先生物怪講義録 先生が謎を解いてしまうから。（白石先生）
- ある魔女が死ぬまで（ジル）
- 謎解きはディナーのあとで（神原志穂、シェークトピア）
- ずたぼろ令嬢は姉の元婚約者に溺愛される（リュー・リュー）
- New PANTY & STOCKING with GARTERBELT（女囚B）

### 劇場アニメ
1999年
- 逮捕しちゃうぞ the MOVIE（田中夏代）

2000年
- 名探偵コナン 瞳の中の暗殺者（白鳥沙羅）
- 風を見た少年 The Boy Who Saw The Wind
- 機動戦士ガンダム 特別版（ジオン公国群衆）
- 機動戦士ガンダムIII めぐりあい宇宙編 特別版（女性たち）

2005年
- 劇場版ツバサ・クロニクル 鳥カゴの国の姫君（壱原侑子）
- 劇場版xxxHOLiC 真夏ノ夜ノ夢（壱原侑子）

2006年
- 永遠の法（夏瀬夕子）

2007年
- ヱヴァンゲリヲン新劇場版:序（ネルフ職員）

2009年
- ヱヴァンゲリヲン新劇場版:破（ネルフ職員）

2010年
- いばらの王 -King of Thorn-（キャサリン・ターナー）

2011年
- 手塚治虫のブッダ -赤い砂漠よ!美しく-（パジャー・パティ妃）
- スクライド オルタレイション TAO（ナレーション）
- トワノクオン（コネクト）

2012年
- 図書館戦争 革命のつばさ（アナウンサー）
- 魔法少女リリカルなのは The MOVIE 2nd A's（レティ・ロウラン）
- 劇場版 FAIRY TAIL 鳳凰の巫女（エルザ・スカーレット）
- ヱヴァンゲリヲン新劇場版:Q（長良スミレ）

2013年
- Fate/ゼロカフェ（アイリスフィール）
- 劇場版 あの日見た花の名前を僕達はまだ知らない。（宿海塔子）
- ルパン三世VS名探偵コナン THE MOVIE（フロントレディ）

2014年
- 映画ドラえもん 新・のび太の大魔境 〜ペコと5人の探検隊〜（コリーヌ）

2015年
- 劇場版 シドニアの騎士（小林艦長）

2016年
- 名探偵コナン 純黒の悪夢（キャスト）
- 亜人 -衝突-（戸崎の恋人）
- 君の名は。（宮水二葉）
- 劇場版マジェスティックプリンス 覚醒の遺伝子（西園寺レイカ）

2017年
- 劇場版 FAIRY TAIL -DRAGON CRY-（エルザ・スカーレット）
- 魔法少女リリカルなのは Reflection / Detonation（2017年 - 2018年、レティ・ロウラン） - 2部作
- 曇天に笑う〈外伝〉 〜決別、犲の誓い〜（佐々木妃子）
- コードギアス 反逆のルルーシュ I - III（2017年 - 2018年、ミレイ・アッシュフォード、ルルーシュ〈幼少期〉） - 3部作

2018年
- 宇宙の法—黎明編—（ガイア）
- 映画 妖怪ウォッチ FOREVER FRIENDS（月神ツクヨミ）

2019年
- 劇場版総集編【前編】メイドインアビス 旅立ちの夜明け（オーゼン）
- 劇場版総集編【後編】メイドインアビス 放浪する黄昏（オーゼン）
- コードギアス 復活のルルーシュ（ミレイ・アッシュフォード）
- PSYCHO-PASS サイコパス Sinners of the System Case.2「First Guardian」（大友燐）

2020年
- マルルクちゃんの日常（オーゼン）
- メイドインアビス 深き魂の黎明（オーゼン）
- 泣きたい私は猫をかぶる（斎藤美紀）
- 劇場版 Fate/stay night [Heaven's Feel] III.spring song（ユスティーツァ・リズライヒ・フォン・アインツベルン）

2021年
- 劇場版 美少女戦士セーラームーンEternal（海王みちる / セーラーネプチューン） - 前後編
- ARIA The CREPUSCOLO（アリシア・フローレンス）
- シン・エヴァンゲリオン劇場版𝄇（長良スミレ）
- シドニアの騎士 あいつむぐほし（小林艦長）
- 劇場版 少女☆歌劇 レヴュースタァライト（華恋の母）
- 劇場版 きんいろモザイク Thank You!!（アリスのママ）
- 宇宙の法-エローヒム編-（パングル）
- アイの歌声を聴かせて（天野美津子）
- ARIA The BENEDIZIONE（アリシア・フローレンス）

2022年
- 夏へのトンネル、さよならの出口
- 劇場版 転生したらスライムだった件 紅蓮の絆編（フレイ）

2023年
- 劇場版 美少女戦士セーラームーンCosmos（海王みちる / セーラーネプチューン） - 前後編
- 大雪海のカイナ ほしのけんじゃ（ムルノタ）

### OVA
1998年
- スレイヤーズえくせれんと（お針子B）

1999年
- Weiß kreuz

2001年
- キカイダー01 THE ANIMATION（リエコ）

2002年
- 殺し屋1 THE ANIMATION EPISODE 0（みどり）

2003年
- アクエリアンエイジSagaII〜Don't forget me…〜（東海林光）

2004年
- カレイドスター 新たなる翼 -EXTRA STAGE-「笑わない すごい お姫様」（レイラ・ハミルトン）
- ストラトス・フォー（X シリーズ）（如月沙弥華）
- 天罰エンジェルラビィ☆（マルガレータ）
- BLEACH memories in the rain（黒崎真咲）

2005年
- カレイドスター Legend of phoenix 〜レイラ・ハミルトン物語〜（レイラ・ハミルトン）
- きらめき☆プロジェクト（2005年 - 2006年、クローネ）
- ストラトス・フォー アドヴァンス（如月沙弥華）
- 戦闘妖精少女 たすけて! メイヴちゃん（スーパーシルフちゃん）

2006年
- カレイドスター ぐっどだよ!ぐぅーっど!（レイラ・ハミルトン）
- 機動戦士ガンダムSEED C.E.73 STARGAZER（セレーネ・マクグリフ）
- ストラトス・フォー アドヴァンス 完結編（如月沙弥華）
- BALDR FORCE EXE RESOLUTION（橘玲佳）
- FREEDOM（腕輪から流れる声、アオの母）

2007年
- ARIA The OVA 〜ARIETTA〜（アリシア・フローレンス）
- サクラ大戦 ニューヨーク・紐育（褐色の女性、アンケセナーメン）
- ツバサ TOKYO REVELATIONS（壱原侑子）
- 撲殺天使ドクロちゃん2（バベル）

2009年
- OVA うたわれるもの（ウルトリィ）
- うみものがたり 〜あなたがいてくれたコト〜（母ジュゴン）
- 少女ファイト（犬神鏡子）
- ツバサ 春雷記（壱原侑子）
- DOGS/BULLETS&CARNAGE（キリ）
- ひぐらしのなく頃に礼（梨花の母）
- xxxHOLiC 春夢記（壱原侑子）
- 魔法先生ネギま! 〜もうひとつの世界〜（ドネット・マクギネス）

2010年
- クイーンズブレイド 美しき闘士たち（メルファ）
- たまゆら（塙さよみ）
- xxxHOLiC・籠 〜XXXホリック・ロウ〜（壱原侑子）

2011年
- エア・ギア 黒の羽と眠りの森 -Break on the sky-（巻上イネ）
- 戦場のヴァルキュリア3 誰がための銃瘡（セルベリア・ブレス）
- FAIRY TAIL 〜ようこそ フェアリーヒルズ!!〜（エルザ・スカーレット）
- FAIRY TAIL 〜妖精学園 ヤンキー君とヤンキーちゃん〜（エルザ・スカーレット）
- xxxHOLiC・籠 あだゆめ（壱原侑子）

2012年
- あいまい!萌えCanちぇんじ!（御城摩耶）
- コードギアス 反逆のルルーシュ ナナリーinワンダーランド（ミレイ・アッシュフォード）
- FAIRY TAIL 〜メモリーデイズ〜（エルザ・スカーレット）
- FAIRY TAIL 第35巻 DVD付き特装版（エルザ・スカーレット）

2013年
- 翠星のガルガンティア（リジット） - Blu-ray BOX 1特典
- FAIRY TAIL 第38巻 DVD付き特装版（エルザ・スカーレット）

2014年
- 姉ログ（ナレーション） - コミックス第5・6巻DVD付限定版
- 翠星のガルガンティア 〜めぐる航路、遥か〜（リジット） - 劇場先行上映
- 絶滅危愚少女 Amazing Twins（千ノ倉積）
- みツわの（志乃）

2015年
- 姉ログ（ナレーション、十全ふぶき） - コミックス第7巻DVD付限定版
- たまゆら〜卒業写真〜（塙さよみ）
- ARIA The AVVENIRE（アリシア・フローレンス）

2016年
- 監獄学園 プリズンスクール（万里〈栗原万里〉） - コミックス第20巻BD付き特装版

2019年
- エロマンガ先生（エルフの母）
- Fate/kaleid liner Prisma☆Illya プリズマ☆ファンタズム（アイリスフィール・フォン・アインツベルン）

2021年
- 魔法使いの嫁 西の少年と青嵐の騎士（ティターニア） - コミックス第16巻 - 18巻アニメーションDVD付き特装版

2022年
- ありふれた職業で世界最強 幻の冒険と奇跡の邂逅（レミア） - 小説第13巻特装版

2025年
- アルドノア・ゼロ EP24.5:雨の断章 -The Penultimate Truth-（2025年、界塚ユキ）

### Webアニメ
2015年
- 機動戦士ガンダム サンダーボルト（カーラ・ミッチャム）

2017年
- ポケモンジェネレーションズ（カルネ）

2018年
- A.I.C.O. Incarnation（橘由美子）
- 約束の七夜祭り（敦史の母）

2020年
- ゼノンザード THE ANIMATION（リメル）

2022年
- サイバーパンク エッジランナーズ（ユミコ）
- ブルーアーカイブ「beautiful day dreamer」（七神リン）

2023年
- 鎮西八郎為朝（藤原得子）

2024年
- ライジングインパクト（アリア・セイフォート） - 2シリーズ

### ゲーム
2000年
- 高2→将軍（鈴宮真央）

2001年
- Apocripha/0 FANBOX 〜Happiness Cage〜（天使）
- 機動天使エンジェリックレイヤー みさきと夢の天使達（氷川優子）
- スカイガンナー（ファム）
- ファイナルファンタジーX（ルチル）

2002年
- GALAXY ANGEL（ケーラ・ヘーゼル）
- Thread Colors〜さよならの向こう側〜（九曜満葉）

2003年
- 彼女の伝説、僕の石版。〜アミリオンの剣とともに〜（エルダ）
- GALAXY ANGEL XBox・PS2版（ケーラ・ヘーゼル）
- GALAXY ANGEL Moonlit Lovers（ケーラ・ヘーゼル）
- ファイナルファンタジーX-2（ルチル、ナーダラ）

2004年
- アーマード・コア フォーミュラフロント PSP版（ACの声）
- GALAXY ANGEL Moonlit Lovers PS2版（ケーラ・ヘーゼル）
- GALAXY ANGEL Eternal Lovers（ケーラ・ヘーゼル）
- テイルズ オブ リバース（ヒルダ・ランブリング）
- F 〜ファナティック〜（リサ・リル）

2005年
- アーマード・コア フォーミュラフロント PS2版（ACの声）
- アーマード・コア ラストレイヴン（アライアンス本部）
- GALAXY ANGEL Eternal Lovers PS2版（ケーラ・ヘーゼル）
- クイズマジックアカデミー3（ヤンヤン）
- 喧嘩番長（水谷裕子）
- サルゲッチュ3（アキエ）
- スクールランブル 姉さん事件です!（姉ヶ崎妙）
- スクールランブル ねる娘は育つ（姉ヶ崎妙）
- DUEL SAVIOR DESTINY（ダリア）

2006年
- ARIA The NATURAL 〜遠い記憶のミラージュ〜（アリシア・フローレンス）
- 【eM】-eNCHANT arM-（サヤカ）
- うたわれるもの 散りゆく者への子守唄（ウルトリィ）
- ガンダムバトルロワイヤル（ミユ・タキザワ）
- 機動戦士ガンダムSEED DESTINY 連合vs.Z.A.F.T.II（セレーネ・マクグリフ）
- グラナド・エスパダ（シャロン）
- 幻想水滸伝V（アルシュタート・ファレナス、ウルダ、シャルミシタ、ハヅキ、レックナート）
- コスチュームパーティー 萌えnavi（神楽坂澄子）
- サモンナイト4（ローレット）
- .hack//G.U.（2006年 - 2017年、楓） - 4作品

2007年
- 悪魔城ドラキュラ Xクロニクル（アネット）
- SDガンダム GGENERATION（2007年 - 2016年、ミユ・タキザワ、セレーネ・マクグリフ） - 6作品
- エンジェル・プロファイル（ヘレナ）
- ENCHANT ARM（サヤカ）
- オーディンスフィア（グリゼルダ、バルカン、アリスの母親）
- ガンダムバトルクロニクル（ホア・ブランシェット）
- 機動戦士ガンダム MS戦線0079（ホア・ブランシェット）
- 機動戦士ガンダム0083カードビルダー（ミユ・タキザワ）
- 金色のコルダ2 アンコール（都築茉莉）
- クイズマジックアカデミー4（ヤンヤン）
- シャドウラン（Windows/Xbox 360）（オペレーター）
- スーパーロボット大戦OG ORIGINAL GENERATIONS（トロイエ兵）
- スーパーロボット大戦OG外伝（トロイエ兵1）
- すもももももも〜地上最強のヨメ〜 継承しましょ!? 恋の花ムコ争奪戦!!（美月瑠花）
- ゾイド オルタナティブ（ジェシカ・ランバート）
- 羊くんならキスしてあげる☆ プレイングドラマ版（茉莉栖）
- xxxHOLiC 〜四月一日の十六夜草話〜（壱原侑子）
- ルミナスアーク（クレア）

2008年
- アーマード・コア フォーアンサー（インテリオル・ユニオン クライアント）（トーラス　クライアント）
- ARIA The ORIGINATION 〜蒼い惑星のエルシエロ〜（アリシア・フローレンス）
- アルカナハート2（クラリーチェ・ディ・ランツァ）
- すっごい!アルカナハート2 〜転校生 あかねとなずな〜（クラリーチェ・ディ・ランツァ）
- 俺たちのサバゲー PORTABLE
- ガンダムバトルユニバース（ホア・ブランシェット、ミユ・タキザワ）
- クイズマジックアカデミー5（ヤンヤン）
- クイズマジックアカデミーDS（ヤンヤン）
- 幻想水滸伝ティアクライス（ゼノア、ネイラ）
- Coded Soul -受け継がれしイデア-（メイ）
- コードギアス 反逆のルルーシュ LOST COLORS（ミレイ・アッシュフォード）
- 白騎士物語（フローレイン）
- 無限のフロンティア スーパーロボット大戦OGサーガ（乙音、アン・シレーナ）
- 戦場のヴァルキュリア（セルベリア・ブレス）
- テイルズ オブ リバース PSP版（ヒルダ・ランブリング）
- フェイト/タイガーころしあむ アッパー（アイリスフィール・フォン・アインツベルン）
- BLEACH The 3rd Phantom（朱司波伊花）
- ペルソナ4（マーガレット、柏木典子）
- レッスルエンジェルス サバイバー2（十六夜美響、保科優希）

2009年
- 悪魔城ドラキュラ ジャッジメント（カーミラ）
- すっごい!アルカナハート2 PS2版（クラリーチェ・ディ・ランツァ）
- アルカナハート3（クラリーチェ・ディ・ランツァ）
- うたわれるもの PORTABLE（ウルトリィ）
- GALAXY ANGELII 永劫回帰の刻（ケーラ・ヘーゼル）
- 金色のコルダ2 f アンコール（都築茉莉）
- クイーンズブレイド スパイラルカオス（メルファ）
- クイズマジックアカデミー6（ヤンヤン）
- グランディア オンライン（カチュア）
- 暗闇の果てで君を待つ（桜葉綾子）
- 鉄のラインバレル（緒川結衣）
- セキレイ 〜未来からのおくりもの〜（浅間美哉）
- タワー オブ アイオン
- 電撃学園RPG Cross of Venus（高須泰子）
- とらドラ・ポータブル!（高須泰子）
- ファンタシースターポータブル2（ミカ、プレイヤーボイス、エステサロン店員）
- ペルソナ3 ポータブル（マーガレット）

2010年
- うみねこのなく頃に 〜魔女と推理の輪舞曲〜（ベアトリーチェ）
- 黄金夢想曲（ベアトリーチェ）
- 俺たちのサバゲー VERSUS
- ガンダムアサルトサヴァイブ（ホア・ブランシェット、ミユ・タキザワ）
- 金色のコルダ3（御影諒子）
- クイズマジックアカデミーDS 〜二つの時空石〜（ヤンヤン）
- GOD EATER（橘サクヤ）
- GOD EATER BURST（橘サクヤ）
- 斬撃のREGINLEIV（フリッグ）
- 戦国BASARA3（雑賀孫市）
- 戦場のヴァルキュリア2 ガリア王立士官学校（セルベリア・ブレス）
- Tartaros-タルタロス-（イリシア、アンジェリナ）
- TVアニメ FAIRY TAIL 激闘！魔導士決戦（エルザ・スカーレット）
- 電撃のピロト〜天空の絆〜（DJミューズ）
- .hack//Link（楓）
- FAIRY TAIL PORTABLE GUILD（エルザ・スカーレット）
- 無限のフロンティアEXCEED スーパーロボット大戦OGサーガ（アン・シレーナ、ヒルド・ブラン）
- ロード オブ アルカナ（バトルボイス）

2011年
- AQUAPAZZA -AQUAPLUS DREAM MATCH-（ウルトリィ）
- アニマロッタ（ナレーション）
- うみねこのなく頃に散 〜真実と幻想の夜想曲〜（ベアトリーチェ）
- 黄金夢想曲X（ベアトリーチェ）
- Original story from FAIRY TAIL 激突！カルディア大聖堂（エルザ・スカーレット）
- ガンダム ザ・スリーディーバトル（ホア・ブランシェット、ミユ・タキザワ）
- クイーンズゲイト スパイラルカオス（メルファ）
- クイズマジックアカデミー8（ヤンヤン）
- ケイオスリングス（イルカ）
- 戦国BASARA3 宴（雑賀孫市）
- 戦場のヴァルキュリア3（セルベリア・ブレス）
- トイ・ウォーズ（神野琴音、ナイトメアC）
- ナノダイバー（シルビー・クロス、メレグ）
- ファンタシースターポータブル2 インフィニティ（ミカ、プレイヤーボイス、エステサロン店員）
- FAIRY TAIL PORTABLE GUILD 2（エルザ）
- FRONTIER GATE（メルフィ）
- 桃色大戦ぱいろん（日々乃れむ）

2012年
- 英雄伝説 零の軌跡 Evolution（セシル・ノイエス）
- ガンスリンガー ストラトス（オルガ・ジェンテイン）
- 機動戦士ガンダム エクストリームバーサス（2012年 - 2016年、セレーネ・マクグリフ） - 3作品
- 幻想水滸伝 紡がれし百年の時（スニル、イーリン）
- スーパーロボット大戦OGサーガ 魔装機神 THE LORD OF ELEMENTAL（ウェンディ・ラスム・イクナート / テューディ・ラスム・イクナート）
- スーパーロボット大戦OGサーガ 魔装機神II REVELATION OF EVIL GOD（ウェンディ・ラスム・イクナート / テューディ・ラスム・イクナート）
- とびたて!超時空トラぶる花札大作戦（アイリスフィール・フォン・アインツベルン）
- FAIRY TAIL ゼレフ覚醒（エルザ・スカーレット、エルザ〈エドラス〉）
- PROJECT X ZONE（セルベリア・ブレス）
- ペルソナ4 ザ・ゴールデン（マーガレット、柏木典子）
- ペルソナ4 ジ・アルティメット イン マヨナカアリーナ（マーガレット）
- みんなのGOLF 6（キャディー：ナディア）
- 嫁コレ（2012年 - 2013年、アリシア・フローレンス、エルザ・スカーレット）
- ルートダブル -Before Crime * After Days-（天川美代子）

2013年
- ArcheAge（エルフ・女性）
- カオス ヒーローズ オンライン（セルベリア・ブレス）
- 新星のグランドユニオン（イリス・バストゥール）
- 新・世界樹の迷宮 ミレニアムの少女（金鹿の酒場の女将）
- スーパーロボット大戦OGサーガ 魔装機神III PRIDE OF JUSTICE（ウェンディ・ラスム・イクナート）
- ファイナルファンタジーXIV：新生エオルゼア（リウィア・サス・ユニウス）
- ファンタジスタドール ガールズロワイヤル（マドレーヌ）
- Fate/Zero The Adventure（アイリスフィール・フォン・アインツベルン）
- マブラヴ オルタネイティヴ トータル・イクリプス（ステラ・ブレーメル少尉）
- メタルマックス4 〜月光のディーヴァ〜（オリビア）

2014年
- GUNS N' SOULS
- ガンスリンガー ストラトス2（オルガ・ジェンテイン）
- クイズマジックアカデミー 天の学舎（ヤンヤン）
- グランブルーファンタジー（2014年 - 2023年、マギサ）
- 神撃のバハムート（アルビテル）
- スーパーロボット大戦OGサーガ 魔装機神F COFFIN OF THE END（ウェンディ・ラスム・イクナート / テューディ・ラスム・イクナート）
- 戦国BASARA4（雑賀孫市）
- 電撃文庫 FIGHTING CLIMAX（セルベリア・ブレス）
- ファントム オブ キル（グングニル、ルーン）
- ペルソナQ シャドウ オブ ザ ラビリンス（マーガレット）
- ペルソナ4 ジ・アルティマックス ウルトラスープレックスホールド（マーガレット）
- MARGINAL＃4 IDOL OF SUPERNOVA（嘉手納マイ）
- 魔装詠唱バトルスター（風間リュウ）
- WAS〜レピドプテラの砂時計〜（ロザリオ・ウィンスレット / リーゼロッテ）

2015年
- ゴッドイーター リザレクション（橘サクヤ）
- 咲-Saki- 全国編（石戸霞）
- 白猫プロジェクト（インヘルミナ）
- 戦国BASARA4 皇（雑賀孫市）
- タワー オブ プリンセス（ヴィルジナル）
- 電撃文庫 FIGHTING CLIMAX IGNITION（セルベリア・ブレス）
- ファイアーエムブレムif（ミコト）
- プリンス・オブ・ストライド（支倉ダイアン）
- ブレイブソード×ブレイズソウル（大典太光世、鬼丸国綱）
- ペルソナ4 ダンシング・オールナイト（マーガレット）
- LINE クロスレギオン（王女クライン・ダイアナ）
- 乱撃!魔法学園 -ムリムリ女神- by GMO（ヘジュウル）

2016年
- ARIA 〜AQUA RITMO〜（アリシア・フローレンス）
- 戦場のヴァルキュリア リマスター（セルベリア・ブレス）
- エンドライド -X fragments-（デニーダ）
- オーバーウォッチ（マーシー）
- 御城プロジェクト:RE（安土城、山崎城）
- 感染×少女（姫片栗子）
- 戦国BASARA 真田幸村伝（雑賀孫市）
- チェインクロニクル（セルベリア）
- 灰鷹のサイケデリカ（フランシスカ）
- Fate/Grand Order（2016年 - 2019年、アイリスフィール〔天の衣〕）

2017年
- アズールレーン（三笠）
- 陰陽師本格幻想RPG（彼岸花）
- クリスタル オブ リユニオン（伊達政宗）
- 真・女神転生 DEEP STRANGE JOURNEY（メムアレフ）
- 戦艦少女R（エセックス、リシュリュー、レキシントン）
- ルナプリ from 天使帝國（アンジェラ）

2018年
- ORDINAL STRATA -オーディナル ストラータ-（ネロ）
- デスティニーチャイルド（ケプリ）
- クロノマギア（サリー）
- フルメタル・パニック！ 戦うフー・デアーズ・ウィンズ（レイス）
- 京刀のナユタ（漆原美玖）
- 決戦！平安京（彼岸花）
- THE KING OF FIGHTERS ALLSTAR（神楽ちづる）
- 電撃文庫：CROSSING VOID（セルベリア・ブレス） - 海外向けアプリゲーム
- 殺し屋とストロベリー（マツリ）
- 異世界魔王と召喚少女の奴隷魔術 X Reviere（メディオス）
- 機動戦士ガンダム エクストリームバーサス2（2018年 - 2025年、セレーネ・マクグリフ） - 4作品
- テイルズ オブ ザ レイズ（ヒルダ・ランブリング）
- 共闘ことばRPG コトダマン（2018年 - 2020年、エルザ、マーガレット）
- ファイアーエムブレム ヒーローズ（ミコト）
- イドラ ファンタシースターサーガ（アンナマリー）
- ペルソナQ2 ニュー シネマ ラビリンス（マーガレット）
- 神式一閃 カムライトライブ（エルザ）

2019年
- ブラウンダスト（ウィルヘルミナ）
- クイーンズブレイド WHITE TRIANGLE（メルファ）
- 戦国BASARA バトルパーティー（雑賀孫市）
- アズールレーン クロスウェーブ（三笠）
- AI: ソムニウム ファイル（左岸瞳）
- アークオーダー（建御雷、ウルド）
- 魔法使いの約束（カナリア）
- 東方キャノンボール（八意永琳）
- 妖怪ウォッチ4++（月神ツクヨミ）
- ヴァルキリーコネクト（エルザ）
- ホームスターVR SPECIAL EDITION（ナレーション）
- スーパーロボット大戦DD（2019年 - 2023年、界塚ユキ）

2020年
- Death end re;Quest2（ミドラ寮母長）
- ぷよぷよ!!クエスト（2020年 - 2021年、セーラーネプチューン / スーパーセーラーネプチューン / エターナルセーラーネプチューン）
- キングダムオブヒーロー（クラウディア）
- ラングリッサー モバイル（ブレンダ）
- AFK アリーナ（メヒラ）
- FAIRY TAIL（エルザ・スカーレット）
- ポケモンマスターズEX（2020年 - 2024年、ルザミーネ）
- ロストアーク（ベアトリス）
- 原神（凝光）
- ファイナルギア -重装戦姫-（ヘレーナ）
- セブンナイツ〜時空の旅人〜（オルリー）
- ドカポンUP! 夢幻のルーレット（ウルトリィ）

2021年
- 百鬼異聞録〜カードバトル〜（彼岸花）
- うみねこのなく頃に咲 〜猫箱と夢想の交響曲〜（ベアトリーチェ）
- 誰ガ為のアルケミスト（セリス）
- ブルーアーカイブ -Blue Archive-（2021年 - 2023年、七神リン）
- 装甲娘 ミゼレムクライシス（イフリート）
- 金色のコルダ スターライトオーケストラ（香坂怜）
- FAIRY TAIL ギルドマスターズ（エルザ・スカーレット）
- ソード＆ブレイド（藍鳳凰）
- ブラック・サージナイト（ヨークタウン、クイーン・エリザベス）
- 白夜極光（ガブリエル）
- 少女廻戦 時空恋姫の万華境界へ（文終、関羽）
- うたわれるもの斬2（ウルトリィ）
- シドニアの騎士 掌位ノ絆（小林艦長）
- 終末のアーカーシャ（アル・アジフ）
- クッキーラン: キングダム（フロストクイーンクッキー）
- 彼女、お借りします ヒロインオールスターズ（エルザ・スカーレット）
- 真・女神転生V（クレオパトラ）
- グランサガ（アイシャ）

2022年
- THE KING OF FIGHTERS XV（神楽ちづる）
- コードギアス 反逆のルルーシュ ロストストーリーズ（2022年 - 2024年、ミレイ・アッシュフォード、周香凛）
- ゼノブレイド3（ピー）
- コードギアス Genesic Re;CODE（ミレイ・アッシュフォード）
- 無期迷途（ハクイツ）
- ドルフィンウェーブ（ヴィーナ / 綺羅星神奈）
- ユアマジェスティ（ヘレナ）
- 勝利の女神：NIKKE（ハラン）

2023年
- GINKA（花憐）
- ドラゴンクエストモンスターズ3 魔族の王子とエルフの旅（古代エルフ王国エルゼトの女王）

2024年
- BLUE PROTOCOL（アデライード）
- 真・女神転生V Vengeance（クレオパトラ）
- 護縁（エル・カレン）
- Death end re;Quest Code Z（ミドラ）
- FARMAGIA（ロレーユ）
- FAIRY TAIL 2（エルザ・スカーレット）

2025年
- モンスターストライク（ミレイ・アッシュフォード）
- RAIDOU Remastered: 超力兵団奇譚（ヤタガラスの使者）

### CD

#### ドラマCD
- ARIA シリーズ（アリシア・フローレンス）
  - ARIA Drama CD I
  - ARIA Drama CD II
  - AQUA Drama CD III
  - ARIA The ANIMATION Drama CD I BLUE
  - ARIA The ANIMATION Drama CD II RED
  - ARIA The ANIMATION Drama CD III ORANGE
  - ARIA The NATURAL Drama CD I
  - ARIA The NATURAL Drama CD II
  - 下記の3つはアニメ版ARIAのパーフェクトガイドブック初回限定版付属のドラマCD
    - ARIA The ANIMATION PERFECT GUIDBOOK SPECIAL APPENDIX DRAMA CD
    - ARIA The NATURAL PERFECT GUIDBOOK SPECIAL APPENDIX DRAMA CD
    - ARIA The ORIGINATION PERFECT GUIDBOOK SPECIAL APPENDIX DRAMA CD

  - ARIA The ORIGINATION Drama CD I 〜雪〜
  - ARIA The ORIGINATION Drama CD II 〜月〜
  - ARIA The ORIGINATION Drama CD III 〜花〜
  - ARIA The ANIMATION Drama CD BOX
- アリアンロッド・サガ ファンブック 「Heartbreak Memory」付属 ドラマCD「追憶のフラグメント」（カテナ・アウレア / 旅人の石[注 1]）
- ヴァンドレッド（エズラ・ヴィエーユ）
- うたわれるもの シリーズ（ウルトリィ）
  - うたわれるもの 〜トゥスクルの皇后〜
  - うたわれるもの 〜トゥスクルの内乱〜
  - うたわれるもの 〜トゥスクルの財宝〜
  - うたわれるもの 番外編 魁!!うたわれ学園
- ウルトラ・パニック（目代ぬい）
- 英雄伝説 零の軌跡 シリーズ（セシル）
  - 零の軌跡 レン物語 〜陽光のぬくもりに抱かれて〜
  - 零の軌跡 第一章 〜神狼たちの午後〜
- （株）ツバメ警備保障（古田亞璃華）
- 人形草紙あやつり左近 外伝 オリジナル・ドラマ・アルバム II 外伝 怨恋振袖業火地獄 （佐原めぐみ）
- カレイドスター シリーズ（レイラ・ハミルトン）
  - カレイドスター 〜はじめての　すごい　ミニアルバム〜※ドラマパートに出演
  - カレイドスター 〜2枚目の すごい ミニアルバム〜※ドラマパートに出演
  - 明日の すごい カレイドスター・アリエスステージ
  - 明日の すごい カレイドスター・トーラスステージ
  - 明日の すごい カレイドスター・キャンサーステージ
  - 明日の すごい カレイドスター・ウインディーステージ
- がんばれ!消えるな!!色素薄子さん（甘咲薫[290]） - ドラマCD付き第7巻特装版
- 逆転裁判123 成歩堂セレクション 限定版ドラマCD「逆転のコンビネーション」（綾里千尋[291]）
- 今日の早川さん（岩波文子）
- 金色のコルダ2 シリーズ（都築茉莉）
  - 金色のコルダ2 〜碧のさざなみ〜
  - 金色のコルダ2 〜gloria〜
  - 金色のコルダ2 〜雪どけの陽光〜
- 金色のコルダ3 SS(スクールシリーズ) IV 〜天音学園〜（御影諒子）
- クロム・ブレイカー（響子司祭）
- ケロロ軍曹「宇宙でもっともギリギリなCD」第4巻（骸〈ムクロ〉）
- ドラマCD 幻想水滸伝 Vol.1・2（レックナート）
- 高校デビュー（高橋真巳）
- 高速エイジ（桜沢綾乃）
- コードギアス 反逆のルルーシュ Sound Episodeシリーズ全6巻（ミレイ・アッシュフォード、ルルーシュ・ランペルージ〈少年時代〉）
- GOD EATER BURST ドラマ&オリジナルサウンドトラック（橘サクヤ）
- 少女ファイト（犬神鏡子） - コミックス第5巻 特装版付属CD
- 好きっていいなよ。（めいの母） - コミックス第6巻 特装版付属CD
- Sketch Book Stories 〜前夜祭〜（梶原青）
- Strawberry Panic! ル・リム編〜お姉さまとメイドそうどう〜（乗馬部部長）
- スレイヤーズVSオーフェン〜史上最悪の邂逅〜（ボニー・マギー）
- 世界樹の迷宮（シルフィー）
- 召喚士マリア 出会いには花束を、小さき恋に別れの涙を。（イオニア・オリント）
- セキレイ（浅間美哉）
- セキレイ サウンドステージ01（浅間美哉）
- SEX PISTOLS4（斑目巻尾）
- ゼロイン（式江美園）
- TVアニメーション「戦場のヴァルキュリア」ドラマCD 第一 - 二章（セルベリア・ブレス）
- ゾンビ屋れい子（あずさ）
- たいようのいえ（中村母） - コミックス第5巻ドラマCD付き特装版
- テイルズ オブ リバース Vol.1 - 4（ヒルダ・ランブリング）
- 天正やおよろず（鎮紅）
- 天高く、雲は流れ（王女ロスメスタ）
- 伝説探偵団第1巻（ゲスト声優）
- 天然パールピンク（桃野真珠、アイドル刑事momokoのテーマ『刑事はmomo色』）
- DOGS/BULLETS&CARNAGE（キリ）
- となグラ! シリーズ（有坂初音）
- とらドラ! Drama CD Vol.1 - 3（高須泰子）
- ニニンがシノブ伝 ドラマCD・其の三 ニニンがシノブ伝 THE MOVIE 〜シノブの地底忍者伝説〜（カスミ）
- 猫と私の金曜日（猫太の母） - 単行本第8巻ドラマCD同梱版[292]
- 獏-BAKU- 2（エルザ）
- 初恋姉妹（白河美夕）
- ぱにぽに Vol.3 Ver.フロンティアワークス 〜修学旅行密着24時!〜編（五十嵐先生）
- ぱにぽに セカンドシーズン Vol.2〜桃月学園1年D組南国漂流記っス〜編（五十嵐先生）
- B型H系（小須田香月）
- TVアニメ「光と水のダフネ」オリジナルドラマアルバム ネレイスファミリー劇場（本城レナ）
- ひなどりGIRL Vol,1 - 2（星崎月子）
- 氷結鏡界のエデン 楽園幻想（サラ）
- Fate/Zero（アイリスフィール・フォン・アインツベルン）
- 変身縦笛少女マジカルさぁや 第一 - 二話（大原さやか） ※インターネットラジオ カレイドスター 「そらとレイラの すごい ○○」 RADIO CD COUR.1 - 2音泉予約特典
- 方言恋愛2巻 第3話「京都府」（主人公）
- 星くず英雄伝（エレナ・ローレンス[293]）
- ホーリートーカー（松東院涅）
- xxxHOLiC オリジナルドラマCD「シミヌキ」（壱原侑子） - コミックス13巻初回限定版特典
- 魔人探偵脳噛ネウロ2（アヤ・エイジア）
- 魔術士オーフェン 無謀編 オリジナルラジオドラマ2（ボニー）
- マリア様がみてる ドラマCD 黄薔薇革命（山村先生）
- MILDE-SORTE 〜Constructed minds〜（リディア・ヤムシュコア・リトヴィク）
- 美鳥の日々「はじめまして」（春日野遥）
- やえかのカルテ（日下周）
- Rio Sound Hustle! -Rina盛-（カルティア） - ドラマパートに出演
- ワールドエンブリオ（天海静流） - コミックス第10・11巻ドラマCD付き特装版[294]
- ワイルドアームズ 2ndイグニッション オリジナルドラマ（ケイト）
- わたしのお嬢様 ※「メイド服のお嬢様編」下巻に同梱

#### ラジオ・トーク・朗読CD
- DJCD『うみねこのなく頃に』Episode R -Radio of the golden witch- 第1 - 2巻
- インターネットラジオ カレイドスター 「そらとレイラの すごい ○○」 RADIO CD COUR.1 - 9
- くろかみ 〜Radioしすてむ〜特別版 ※黒神DVD・BD第1巻アニメイト・ゲーマーズ・ヨドバシカメラ購入特典
- ラジオCD 「大原＆小清水の『戦国BASARA3』応援らじお。」 vol.1
- 別冊宝島442『アニメ声優大百科』特別付録CD「新世代声優22人のメッセージ集」
- とらドラ! DJCD Vol.1 - 2
- でぃあーず「にほんのむかしばなし」〜赤の色〜
  - 第6話「和尚とキツネ」
- にほんのむかしばなし外伝〜夢の色〜（朗読） - コミックマーケット74先行発売の「青の色」と「赤の色」の同時購入特典
  - 第12話「村を救ったふたり」
- でぃあーず せかいのものがたり〜赤の本
  - 第5話「金色のシカ」
- Sound Drama Fate/Zero -ラジオマテリアル- DJCD1 - 2
- ぽぽらじっぽいCD 1 - 2
- ラジオ シドニアの騎士〜綾と綾音の秘密の光合成〜 ラジオCDvol.2（2014年　ゲスト出演）[295]）

#### 音楽CD
- カレイドスター シリーズ
  - カレイドスター 〜2枚目の すごい ミニアルバム〜
    - 約束の場所へ（カレイドスターズ）

  - カレイドスター キャラクターヴォーカルアルバム「みんなで すごい 唄っちゃおう」
    - Golden Phoenix 〜何度でも〜(Full Ver)（レイラ・ハミルトン）

  - カレイドスター ヴォーカルアルバム 〜みんなの すごい キャラソン〜
    - Ray of Light（レイラ・ハミルトン）
    - Everlasting Rainbow（カレイド・スターズ）
- 「くろかみ 〜Radioしすてむ〜」 オープニングテーマ Hyper positive!!（下屋則子・大原さやか）
- コードギアス 反逆のルルーシュ Sound Episode 5
  - Dear My Friend（ミレイ・アッシュフォード）
- C3 -シーキューブ- キャラクターソングアルバム
  - Balancing toy（ピーヴィー・バロヲイ）
- TVアニメーション「うみねこのなく頃に」キャラクターソング vol.2
  - チェイン（ベアトリーチェ）
- となグラ! シリーズ
  - となグラ!オープニングテーマ 「DRAMATIC☆GIRLY」（神田朱未・大原さやか・葉月絵理乃・関山美沙紀・辻あゆみ）
  - となグラ!エンディングテーマ 逢いたい気持ちから 〜Placid time〜（神田朱未・大原さやか）
  - となグラ! キャラクターミニアルバム 香月・初音
    - flower in youryour heart（有坂初音）

  - となグラ! キャラクターソングアルバム となりぐらしDiscography!
    - DRAMATIC☆GIRLY(Re-Mix)（香月・初音・まりえ・ニーナ・ちはや）
    - Thinking of you 〜petit bonheur〜（初音）
    - 問：純愛ですか?（初音&まりえ）
    - 逢いたい気持ちから 〜Placid time〜(Re-Mix)（香月&初音）
- とらドラ! キャラクターソングアルバム
  - ミラノ天国（高須泰子）
- ファンタジスタドール シリーズ
  - ファンタジスタドールオープニングテーマ「今よ!ファンタジスタドール」（鵜野うずめ〈大橋彩香〉、ささら〈津田美波〉、カティア〈徳井青空〉、しめじ〈赤﨑千夏〉、マドレーヌ〈大原さやか〉、小明〈長谷川明子〉）
  - ファンタジスタドールエンディングテーマ「DAY by DAY」（鵜野うずめ〈大橋彩香〉、ささら〈津田美波〉、カティア〈徳井青空〉、しめじ〈赤﨑千夏〉、マドレーヌ〈大原さやか〉、小明〈長谷川明子〉）
- ヴァンドレッド シリーズ
  - VANDREAD VOCAL COLLECTION Girl's Serenade
    - ココニイル ココイイテ（エズラ）

  - JUSTICE
  - ヴァンドレッド the second stage ボーカル&オリジナルサウンドトラック
    - 上記の2作品にSPACY SPICY LOVE（メジェール・パイレーツ）収録

  - VANDREAD VOCAL COLLECTION ALBUM
    - PROOF（メジェール・パイレーツ）
- 百歌声爛 -女性声優編III-（アニメソングのカバー）
  - 1st Priority〜あなたと言う時間〜デリケートに好きして〜夢色のスプーン〜不思議色ハピネス〜悲しみよこんにちは〜夢光年〜ガーネット〜夏待ち〜FIND THE WAY
- FAIRY TAILシリーズ
  - アニメ「FAIRY TAIL」キャラクターソングアルバム Eternal Fellows
    - Wings of Liberty（エルザ）

  - アニメ「FAIRY TAIL」キャラクターソングアルバム2 キズナだろー!!
    - スカーレット（エルザ）
- 咲-Saki- 全国編 エンディングテーマ「この手が奇跡を選んでる 永水女子高校 Ver.」永水女子高校（神代小蒔〈早見沙織〉、狩宿巴〈赤﨑千夏〉、滝見春〈水橋かおり〉、薄墨初美〈辻あゆみ〉、石戸霞〈大原さやか〉）

#### その他CD
- 京急 駅メロディ -オリジナル- ※駅アナウンスの音源を収録

### デジタルコミック
- ENSOKU まだ、生きてる…（美津子）
- カドカワストア.TV BACK STAGE!!（2023年、瀬名渚、幼少期の泉水[296]）

### 吹き替え

#### 映画
- 悪魔を見た（チャン・ジュヨン〈オ・サナ〉）
- ヴァレリアン 千の惑星の救世主（アレックス〈クロエ・ホリングス〉[297]）
- 永遠の恋物語 ロダンとカミーユ・クローデール（カミーユ）
- エボリューション（少女）※日本テレビ版
- おばあちゃんの家（ヘヨン）
- キング・オブ・エジプト（ネフティス〈エマ・ブース〉[298]）
- ゴシカ（レイチェル）
- 最終絶叫計画（ドリュー〈カルメン・エレクトラ〉、ヘザー）
- ザ・ファイター（シャーリーン・フレミング〈エイミー・アダムス〉）
- 散打王 XANDA（リン）
- ステップフォード・ワイフ（サラ〈フェイス・ヒル〉）
- ターンレフト ターンライト
- タイムトラベラー きのうから来た恋人（女）
- 友引忌（ヘジン）
- バーバリアン（イルザ）
- バイジュン（ユチェヨン）
- ビートルジュース ビートルジュース（ジェーン〈エイミー・ナトール〉[299]）
- フィオナが恋していた頃
- フリークス学園（サラ）
- マネートレイン ※フジテレビ版
- メルローズ・プレイス（オードリー〈ステファニー・キャメロン〉）
- ランダム・ハーツ（ジェシー）
- レプリカント（ジョニーの母、少年）※テレビ東京版
- ワールド・ウォーZ
- 私の愛情の対象（スーニ〈サミア・ショアイブ〉）

#### ドラマ
- オーバー・ザ・レインボー（チョン・ユナ）
- オリー（シャロン〈ジーナ・ロドリゲス〉）
- ケネディ家の人びと（ジャッキー / ジャクリーン・ケネディ〈ケイティ・ホームズ〉）
- コルドケース7 ザ・ファイナル（ダーシー・カーティス）
- CSI:マイアミ2（ガブリエラ）
- ザ・ソプラノズ 哀愁のマフィア 第1シリーズ - 第6シリーズ（WOWOW放送版、メドウ・ソプラノ〈ジェイミー・リン・シグラー〉）
- 24 -TWENTY FOUR- ファイナルシーズン（デイナ・ウォルシュ〈ケイティー・サッコフ〉）
- ハチミツとクローバー〜蜂蜜幸運草〜 「ハチクロ」予告編（日本語吹替版）（原田理花）
- プライベート・プラクティス2 迷えるオトナたち（サラ）
- ボーイ・ミーツ・ワールド（ローリー、ビアンカ、デビー）
- 私はラブ・リーガル3 #13（ティナ・ハワード〈ジェイミー＝リン・シグラー〉）

#### アニメ
- トランスフォーマー アーススパーク（ドット・マルト）
- バイオハザード: ヴェンデッタ（マリア・ゴメス）
- マスターオブスキル For the GLORY（夏茗[300]）

### 特撮
2016年
- 仮面ライダーゴースト（眼魔ウルティマファイアの声、ガンマイザー（27 - 34、47 - 48）の声、タケルの母の声）

2023年
- ウルトラマンデッカー（マザースフィアの声）

### ラジオ
※はインターネット配信。
- NOW HITS STREET（1999年 - 、bayfm）
- ぽぽらじ（2003年、ラジオ大阪・TBSラジオ→2004年、BEAT☆Net Radio!※）
- インターネットラジオ カレイドスター そらとレイラの すごい ○○（2004年 - 2006年、音泉※）
- エマ放送協會 Ch2 総合ラジオ（2005年、TE-A room※）
- 俳協 45th ANNIVERSARY 「Party Radio」（2006年、BEAT☆Net Radio!※）
- コードギアス はんぎゃく日記（2006年 - 2008年、BEAT☆Net Radio!※）
- RADIO xxxHOLiC◆継（2008年、音泉※）
- 今日は一日鉄道三昧（2008年、NHK-FM）
- くろかみ 〜Radio しすてむ〜（2008年 - 2009年、BEAT☆Net Radio!・音泉※・ランティスウェブラジオ※）
- 『×××HOLiC』&『ツバサ』の春まで待てないっ!（2008年 - 2009年、音泉※）
- Sound Drama Fate/Zero -ラジオマテリアル-（2009年 - 2010年、アニメイトTV※）
  - Fate/Zero -ラジオマテリアル- forモバイル（2009年 - 2010年、声優アニメイト+hm3※・アニメイトON AIR!※）
- 『うみねこのなく頃に』Episode R -Radio of the golden witch-（2009年 - 2010年、アニメイトTV※）
  - 『うみねこのなく頃に』Episode R -Mobile of the golden witch-（2009年 - 2010年、モバイルアニメイト※・声優アニメイト+hm3※・アニメイトON AIR!※）
- 大原＆小清水の『戦国BASARA3』応援らじお。（2010年、音泉※）
- 少女ファイト web radio 犬神鏡子と愉快な仲間たちのオールイブニングニッポン（2010年、アニメイトTV※）
- 大原さやか朗読ラジオ 月の音色〜radio for your pleasure tomorrow〜（2014年 - 、音泉※）[303]

#### ラジオドラマ
- 魔術士オーフェン 無謀編（1999年 - 2000年、TBSラジオ、ボニー）
- 象の背中 第4回（2007年、TBSラジオ、永田いつか）
- ラジオ幻想水滸伝 集まれ! 108星!（2008年、音泉※、レックナート）
- フルメタル・パニック! 踊るベリー・メリー・クリスマス（2017年、YouTube Lantis Channel※、レイス）
- 白間美瑠のサクラバシ919「ユアマジェスティ ボイスドラマ」（2022年、ヘレナ、ラジオ大阪）

### ナレーション
ボイスオーバー、本人の映像出演なども記載。

#### CM・VP
- 藍井エイル シングル『MEMORIA』 TVCM
- アクサ「アクサダイレクト」オーストラリア旅行キャンペーン テレホンサービス
- Act On TV（旧：ケイコとマナブChannel） 番組CM（「テレビくん」の声、本人出演でチェロ演奏）
- 旭化成 サランラップ ネット・店内放送（本人出演）
- アラニス・モリセット アルバムCD『ソー・コールド・カオス』 TVCM
- HIS テレホンサービス
- 恵比寿ガーデンクリニック TVCM
- MTV TVスポットCM（英語ナレーション）
- 角川書店 ドラゴンマガジン2003年8月号 TVCM
- 角川書店 月刊ニュータイプ2006年8月号 TVCM
- 鎌倉女学院中学校・高等学校創立100周年記念VP（本人出演のインタビュー）
- キリンビール 秋味キャンペーン テレホンサービス
- Kiroro シングル『愛さない』 ラジオCM
- 劇場版ポケットモンスター セレビィ 時を超えた遭遇 サントラCD TVCM
- 国税庁 TVCM
- コロナ TVCM
- 佐藤製薬 ユンケル 店頭放映CM
- シスター・プリンセス〜お兄ちゃん大好き〜 イラストノベル TVCM
- JA-SS ラジオCM
- 上州屋 TVCM
- スタジオラティア ラジオCM
- セガ ドリームアイ TVCM
- ソフトバンク しゃべ犬007 TVCM（2010年1月1日、ブルドッグの声）
- 全国銀行協会 金融犯罪ゼロキャンペーン ラジオCM・VP（2006年10月23日 - 2007年10月22日）
- 第60回NHK紅白歌合戦 歌の力 スポットCM
- TBSラジオ 守ろう!地球環境 ラジオCM
- 東急百貨店たまプラーザ店 ラジオCM
- 東京歯科大学 VP
- 日清食品 カップヌードル「それぞれの自由」編 TVCM（腕輪の声）
- 日本航空インターナショナル JAL SHOP 通信販売 国際線、国内線機内CM
- 農業協同組合 ラジオCM
- ノラ・ジョーンズ 感じるノラキャンペーン TVCM
- フィリップモリス（テレホンサービス）
- ブルドックソース 月島もんじゃ焼き 販促ビデオ（羽田空港内で放映）
- みちのく銀行 テレフォンバンキング
- 三井住友銀行 店内CM
- ユニリーバ・ジャパン ダヴ プロエイジ ラジオCM
- ライコス TVCM

他多数出演。

#### テレビ
- iスタイル（BS-i）
- アイデア対決・全国高等専門学校ロボットコンテスト'99決勝大会（NHKハイビジョン：1999年12月18日）
- 生き物なんでもTOP10 パート2（アニマルプラネット：2010年7月19日 - 8月16日）
- インサイド・ザ・ホワイトハウス（スター・チャンネル）
- 映画チャンネル（パーフェクト・チョイス）
- NHK大学ロボコン'99世界大会（NHK総合：2000年4月1日）
- エブナイ SAT（フジテレビ）
- おーい、ニッポンスペシャル（NHK総合：2000年5月14日）
- お宅は日本で第何位?くりぃむしちゅーの!テレビ奥様国勢調査（TBS：2005年1月5日）
- お茶日和（BSジャパン）
- お花を飾ろう!フラワーアレンジメント（Act On TV、顔出しアシスタント）
- お悩み解決!ペットQ&A（アニマルプラネット、ジョアンナのボイスオーバー、ナレーション）
- 隠れ家ごはん!〜メニューのない料理店〜（テレビ朝日、「知って得する!からだと健康ゼミナール」顔出しリポーターとして不定期出演）
- 金プラ!! 世界を揺るがした100人の女たち（日本テレビ系：2010年12月17日、グレース・ケリー、マリー・アントワネットのボイスオーバー）
- こころのパリ紀行〜心の書道家・婁正綱〜（テレビ東京）
- シネマチョップ（東映チャンネル） - 不定期
- スペースシャワーTV
- SmaSTATION-3（テレビ朝日、ボイスオーバー）
- SMAP×SMAP（関西テレビ・フジテレビ：2003年12月8日、「Birthday SMAP」ナレーション）
- 声優戦線異状なし!?（アニメシアターX、ゲスト出演）
- 世界プチくら!（朝日放送：2003年11月7日、ボイスオーバー）
- 全国手作り楽器アイデアコンテスト'06（テレビ神奈川）
- 中居正広の金曜日のスマたちへ（TBS、「金スマ陰陽師」ナレーション）
- TOMORROW beyond 3.11（BS1：2012年5月15日）
- ド・ピーカン!“南国飛球大決戦”（テレビ東京）
- 爆笑そっくりものまね紅白歌合戦（フジテレビ：2002年10月1日）
- 初公開!芸能人が行く(秘)ラーメンベスト100（フジテレビ：2002年7月24日、「奇数順位」ナレーション）
- 日立 世界・ふしぎ発見!（TBS：2000年4月15日、ボイスオーバー）
- VivaVivaV6（フジテレビ）
- ふしぎがいっぱい（Eテレ）
- Music Museum（フジテレビ）
- LaLa女性外来（LaLa TV）
- 笑う犬の発見（フジテレビ）
- 日曜ビッグバラエティ（テレビ東京）
  - 「嵐と涙家族の貯金大作戦必勝節約&爆笑ドケチ奮闘記」（2008年3月16日）
  - 「小さく開いて大評判!巷で話題の出没商売」（2009年8月9日）
- 報道ステーション（テレビ朝日：2020年3月31日 - 、金曜日を担当）[304]

他多数出演。

#### その他ナレーション
- 子供にウケる科学手品シリーズ（日本コロムビア：2000年）
- 世界名作動く絵本DVD（産経新聞出版：2006年）
- 名作アニメシリーズ ファーブル昆虫記（クリエイティヴ・コア：2008年）
- 月の秘密〜知ってて知らない身近な天体〜（墨田区「すみだ生涯学習センター ユートリヤ・スターガーデン、2008年12月20日 - 2009年7月中旬）

ほか多数出演。

### 自動放送・音声案内

#### 駅アナウンス
- 京王電鉄 2002年1月25日の調布駅より採用されて順次更新[305]。最後まで旧放送のまま放送未更新だった渋谷駅が2012年3月21日に放送更新以降は全線全駅で担当。
- 京浜急行電鉄 - 2002年3月に全線全駅で旧式アンプで採用、2003年3月末に北品川駅 - 大森町駅間の8駅でMP3化。2007年以降は品川のみ下り、それ以外の泉岳寺駅を除く上り全72駅で採用中[注 2]。遠隔放送（管理駅から子駅に対し一斉に放送）、啓蒙放送も担当[305]。
- 小田急電鉄 - 新宿駅・小田原駅・唐木田駅・藤沢駅・片瀬江ノ島駅を除く全駅の下り線を担当していた。2001年9月28日に登戸駅で初採用。2004年に順次終了[305]。
- 西武鉄道 - 武蔵境、新小金井、多摩、競艇場前、西武球場前、遊園地西、下落合（女声放送していない）で使用[305]。
- 東武鉄道 - 若葉、高坂、鶴ヶ島で使用開始、2008年6月14日のダイヤ改正で東上線全駅に採用。本線野田線系統は亀戸、東向島、鐘ヶ淵、梅島、大師前、谷塚、草加、松原団地、新田、大袋、武里、北春日部、姫宮、杉戸高野台、幸手、新鹿沼、西川田、和戸、花崎、南羽生、羽生、佐野、東小泉、福居、足利市、北大宮、大宮公園、東岩槻、八木崎、南桜井、川間、江戸川台、初石、流山おおたかの森、新柏、増尾、高柳、六実、新鎌ヶ谷、馬込沢、塚田で使用[305]。
- 東急電鉄 - 渋谷駅の終電前5本分の深夜放送及び全日禁煙・携帯啓蒙放送。案内放送は自由が丘駅、武蔵小杉駅、あざみ野駅、緑が丘、九品仏駅、尾山台駅の各駅に拡大[305]。その他「ドアが閉まります」の放送も一部の駅で担当[306]。
- 京成電鉄 - 海神駅、お花茶屋駅、国府台駅、検見川駅、西登戸駅、大和田駅、青砥駅、大神宮下駅、大佐倉駅、新千葉駅、京成金町駅、柴又駅で使用。特急清掃案内は京成上野駅・京成成田駅で使用[305]。
- 相模鉄道 - 新横浜駅を除く全駅で使用[306][注 3]。
- 江ノ島電鉄 - 藤沢駅、長谷駅、稲村ヶ崎駅、江ノ島駅・鎌倉駅で使用[305]。

#### 店内アナウンス
- 青葉台東急スクエア
- アトレ（川崎店、大井町店、亀戸店）
- アミュプラザ鹿児島
- サンシャインシティ・アルタ
- 蒲田駅ビル（パリオ、サンカマタ? - 2007年、両ビルが「グランデュオ蒲田」への改装に伴い降板）
- 関西国際空港 関空フライトシミュレータ
- 新宿三越ALCOTT
- 新宿メトロ食堂街
- マルイジャム渋谷
- ラフォーレ原宿
- ルミネ（大宮店、横浜店、立川店、北千住店、町田店、大船店）
- 六本木ヒルズ（夏のバーゲン）
- 港北みなも

#### その他音声案内など
- HISテレホンサービス（音声案内）
- KDDI/沖縄セルラー電話：au携帯電話音声案内全般（2005年12月1日 - ）
- ガス漏れアナウンス（「美佳子@ぱよぱよ」調べ）
- 証明写真音声アナウンス（Photo-Me、フォトテック）
- 東京国立博物館（展示ナレーション）
- 丸の内警察署（啓発放送）
- 参議院議員会館（自動車呼び出し案内ナレーション）

その他多数。

### 舞台
- 香鬼な女たち 第1回公演（1998年3月31日 - 4月1日）
- DEAD DREAM FAC 第1回プロデュース公演（1998年9月）
- Emergency Conference（第2回公演（1999年2月5日 - 7日）
- 白馬2007（第8回公演2007年2月14日 - 18日、声の友情出演）
- うみねこのなく頃に〜Stage of the golden Witch〜（2022年3月31日 - 4月3日、声の出演）
- 壹-ichi- LIVE2022南都公演（2020年10月10日、奈良県橿原文化会館 大ホール） - 語り[307]

### 朗読劇
- 日本の古典シリーズ朗読劇『源氏物語〜奥ゆかしき恋の果て〜』（2019年8月21日、TOKYO FM HALL） - 女性たち 役[308]
- STORY LIVE 大原さやか 『忌名に纏わる話』（2021年2月8日、ミクサライブ東京 ホールミクサ）[309]
- 朗読劇『霧雨が降る森』（2022年12月10日・11日、ところざわサクラタウン） - ことりおばけ 役[310][311][注 4]
- 『名探偵の継承』〜乱歩とポー〜 朗読劇「黒蜥蜴」（2023年1月18日 - 22日〈予定〉、シアターミクサ） - 黒蜥蜴、早苗 役（シャッフルキャスト）[312][313]

### イベント
アニメイベントなどの出演は省略。
- 俳協45周年記念ライブ Party Live!（2006年2月11日 - 12日）
- 大原さやか TALK＊LIVE in 青山'06（青山学院大学の青山祭内でのイベント、2006年10月29日）
- 伊藤静 Talk&Live あそびにおいで(*´艸`*)（2009年7月26日、ゲスト）
- すごい!でっかい!広橋祭!!〜さぁやも来るよ〜（青山学院大学の青山祭内でのイベント、2009年11月1日、ゲスト）
- 中高生自主企画事業「Never Ending Festival 〜声優の仕事を知ろう〜」（2010年3月6日、講師）
- 専門学校ESPパフォーマンスビレッジ 声優タレント科体験入学 声優特別セミナー（2010年7月25日・2011年7月25日、特別講師）
- 日本工業大学 若杉祭 TALK&LIVE2010（2010年11月6日、ゲスト、中川亜紀子との共演）
- 東京アニメ・声優専門学校　体験入学（2011年8月7日、ゲスト）
- ヒューマンアカデミー 声優ワークショップ（渋谷校：2011年11月20日、仙台校：2011年12月18日、特別講師）

#### 司会
- ウィーン・シュトラウス・フェスティバルオーケストラ ニューイヤーコンサート（東京都主催、サントリーホール、2005年1月8日・2006年1月6日）
- ながはら音楽教室主催 第10回 PianoConcert（2006年9月16日、大原崇・日下綾子との共同）
- サンライズ大忘年会（2006年12月17日、新井里美との共同）
- サファリオーケストラ 定期演奏会（2007年7月7日関内ホール、2007年12月1日、ミューザ川崎シンフォニーホール）

### その他コンテンツ
- アニメぱらだいす!#802（ゲスト）
- WEBTV m-serve style Vol.65（ゲスト）
- プラネタリウム：「おとめ座物語」（デーメーテル）「太陽系をはかろう」（さっちゃん）柏崎市立博物館、福知山市児童科学館、鳥取市さじアストロパーク、米子児童文化センター
- リカちゃん電話（いずみちゃん、みきちゃん、まきちゃん）
- パチンコ特命係長 只野仁（坪内紀子）
- パチスロがんばれ満月姫!（満月姫）
- 大原さやかのきもの日和（主婦の友社『声優グランプリ』隔月連載：2010年1月号 - ）
- ANGEL PARA BELLUM エンジェルパラベラム+Voice（ガブリエル） - 『FlexComixネクスト』掲載
- 人形演劇 Thunderbolt Fantasy 東離劍遊紀（2016年、刑亥）
- ディズニー・プログラミング学習教材「テクノロジア魔法学校」（サブリナ[314]）
- VOCALOID LUMi
- YouTube配信動画三笠大先輩と学ぶ世界の艦船にてCV「三笠」としてMC担当
- ありふれた職業で世界最強 ボイスドラマ（2019年 - 2024年、モナ・ハウリア、レミア） - 3シリーズ[一覧 50]
- 聖母の断罪 PV（2023年、流真里[315]）

他多数出演。

## ディスコグラフィ

### キャラクターソング
| 発売日   | 商品名                                                                                   | 歌 | 楽曲                                                             | 備考                                                                                 |
| 2001年   | 2001年                                                                                   | 2001年 | 2001年                                                           | 2001年                                                                               |
| -------- | ---------------------------------------------------------------------------------------- | --- | ---------------------------------------------------------------- | ------------------------------------------------------------------------------------ |
| 9月5日   | VANDRAD VOCAL COLLECTION "Girl's Serenade"                                               | エズラ（大原さやか） | 「ココニイル ココニイテ」                                        | テレビアニメ『ヴァンドレッド』関連曲                                                 |
| 2003年   |                                                                                          | |                                                                  |                                                                                      |
| 2月26日  | ギャラクシーエンジェルでFEVER!                                                           | ココモ・ペイロー（三瓶由布子）、マリブ・ペイロー（サエキトモ）、メアリー少佐（大原さやか） | 「Mission "T"」                                                  | テレビアニメ『ギャラクシーエンジェル』関連曲                                         |
| 6月27日  | ぽぽたん もうガマンできない〜3姉妹のひ・み・つ♥〜                                        | あい（大原さやか）、まい（浅野真澄）、みい（桃井はるこ） | 「ぽぽらじのうた」                                               | ラジオ番組『ぽぽらじ』オープニングテーマ                                             |
| 11月6日  | It's A PoPoTime                                                                          | あい（大原さやか） | 「あいのせかい」                                                 | テレビアニメ『ぽぽたん』関連曲                                                       |
| 11月6日  | It's A PoPoTime                                                                          | あい（大原さやか）、まい（浅野真澄）、みい（桃井はるこ） | 「ぽぽらじのうた」                                               | ラジオ番組『ぽぽらじ』オープニングテーマ                                             |
| 2004年   |                                                                                          | |                                                                  |                                                                                      |
| 3月25日  | カレイドスター キャラクターヴォーカルアルバム 〜みんなの すごい キャラソン〜             | レイラ・ハミルトン（大原さやか） | 「Ray of Light」                                                 | テレビアニメ『カレイドスター』関連曲                                                 |
| 9月1日   | LOVE♡LOVE? コンプリートアルバム                                                          | 八神菜摘（松来未祐）、桂木洋子（小林沙苗）、城ヶ崎ヒカル（大原さやか）、今村さやか（吉田真弓）、早坂みく（浅井清己） | 「(LOVE)∞」                                                      | テレビアニメ『LOVE♡LOVE?』オープニングテーマ                                         |
| 2005年   |                                                                                          | |                                                                  |                                                                                      |
| 2月24日  | 戦闘妖精少女 たすけて！メイヴちゃん 初回限定版特典シングルCD「ヤッタネ！約束だよ」       | メイヴちゃん（水樹奈々）、スーパーシルフちゃん（大原さやか）、シルフィードちゃん（清水香里） | 「ヤッタネ! 約束だよ」                                           | OVA『戦闘妖精少女 たすけて! メイヴちゃん』エンディングテーマ                         |
| 2006年   |                                                                                          | |                                                                  |                                                                                      |
| 2月24日  | となグラ! キャラクターミニアルバム 香月・初音                                            | 有坂初音（大原さやか） | 「flower in your heart」                                         | テレビアニメ『となグラ!』関連曲                                                      |
| 5月3日   | カレイドスター キャラクターヴォーカルアルバム 〜みんなで すごい 唄っちゃおう〜           | レイラ・ハミルトン（大原さやか） | 「Golden Phoenix 〜何度でも〜」                                  | OVA『カレイドスター Legend of phoenix 〜レイラ・ハミルトン物語〜』エンディングテーマ |
| 5月3日   | カレイドスター キャラクターヴォーカルアルバム 〜みんなで すごい 唄っちゃおう〜           | 苗木野そら（広橋涼）、レイラ・ハミルトン（大原さやか） | 「リボン」                                                       | OVA『カレイドスター Legend of phoenix 〜レイラ・ハミルトン物語〜』イメージソング     |
| 7月26日  | DRAMATIC☆GIRLY                                                                           | 有坂香月（神田朱未）、有坂初音（大原さやか）、神楽まりえ（葉月絵理乃）、鈴原ちはや（関山美沙紀）、磯川ニーナ（辻あゆみ） | 「DRAMATIC☆GIRLY」                                               | テレビアニメ『となグラ!』オープニングテーマ                                          |
| 7月26日  | 逢いたい気持ちから 〜Placid time〜                                                       | 有坂香月（神田朱未）、有坂初音（大原さやか） | 「逢いたい気持ちから 〜Placid time〜」                           | テレビアニメ『となグラ!』エンディングテーマ                                          |
| 8月23日  | となグラ! キャラソンアルバム となりぐらしDiscography!                                    | 有坂香月（神田朱未）、有坂初音（大原さやか）、神楽まりえ（葉月絵理乃）、鈴原ちはや（関山美沙紀）、磯川ニーナ（辻あゆみ） | 「DRAMATIC☆GIRLY (Re-Mix)」                                      | テレビアニメ『となグラ!』関連曲                                                      |
| 8月23日  | となグラ! キャラソンアルバム となりぐらしDiscography!                                    | 有坂香月（神田朱未）、有坂初音（大原さやか） | 「逢いたい気持ちから 〜Placid time〜 (Re-Mix)」                  | テレビアニメ『となグラ!』関連曲                                                      |
| 8月23日  | となグラ! キャラソンアルバム となりぐらしDiscography!                                    | 有坂初音（大原さやか）、神楽まりえ（葉月絵理乃） | 「問:純愛ですか?」                                               | テレビアニメ『となグラ!』関連曲                                                      |
| 8月23日  | となグラ! キャラソンアルバム となりぐらしDiscography!                                    | 有坂初音（大原さやか） | 「Thinking of you 〜petit bonheur〜」                            | テレビアニメ『となグラ!』関連曲                                                      |
| 2007年   |                                                                                          | |                                                                  |                                                                                      |
| 8月22日  | コードギアス 反逆のルルーシュ Sound Episode 5                                            | ミレイ（大原さやか） | 「Dear My Friend」                                               | テレビアニメ『コードギアス 反逆のルルーシュ』関連曲                                  |
| 2009年   |                                                                                          | |                                                                  |                                                                                      |
| 3月25日  | Hyper positive!!                                                                         | クロ（下屋則子）、佐野茜（大原さやか） | 「Hyper positive!!」                                             | インターネットラジオ番組『くろかみ 〜Radioしすてむ〜』オープニングテーマ             |
| 4月30日  | とらドラ! キャラクターソングアルバム                                                     | 高須泰子（大原さやか） | 「ミラノ天国」                                                   | テレビアニメ『とらドラ!』関連曲                                                      |
| 11月6日  | うみねこのなく頃に キャラクターソング Vol.2                                              | ベアトリーチェ（大原さやか） | 「チェイン」                                                     | テレビアニメ『うみねこのなく頃に』関連曲                                             |
| 2013年   |                                                                                          | |                                                                  |                                                                                      |
| 7月17日  | 今よ！ファンタジスタドール                                                               | 鵜野うずめ（大橋彩香）、ささら（津田美波）、カティア（徳井青空）、しめじ（赤﨑千夏）、マドレーヌ（大原さやか）、小明（長谷川明子） | 「今よ！ファンタジスタドール」                                   | テレビアニメ『ファンタジスタドール』オープニングテーマ                               |
| 7月17日  | DAY by DAY                                                                               | 鵜野うずめ（大橋彩香）、ささら（津田美波）、カティア（徳井青空）、しめじ（赤﨑千夏）、マドレーヌ（大原さやか）、小明（長谷川明子） | 「DAY by DAY」                                                   | テレビアニメ『ファンタジスタドール』エンディングテーマ                               |
| 7月17日  | DAY by DAY                                                                               | ささら（津田美波）、カティア（徳井青空）、しめじ（赤﨑千夏）、マドレーヌ（大原さやか）、小明（長谷川明子） | 「いつもみんな一緒」                                             | テレビアニメ『ファンタジスタドール』関連曲                                           |
| 10月16日 | ファンタジスタドール Character Song!! vol.3                                              | マドレーヌ（大原さやか） | 「前へ」                                                         | テレビアニメ『ファンタジスタドール』関連曲                                           |
| 10月16日 | ファンタジスタドール Character Song!! vol.3                                              | しめじ（赤﨑千夏）、マドレーヌ（大原さやか） | 「DAY by DAY (LCA Remix)」                                       | テレビアニメ『ファンタジスタドール』関連曲                                           |
| 2015年   |                                                                                          | |                                                                  |                                                                                      |
| 4月22日  | blue moment                                                                              | ソルラルBOB | 「blue moment」                                                  | テレビアニメ『えとたま』エンディングテーマ                                           |
| 7月1日   | えとたま キャラクターソングミニアルバム (4) 秘湯に願いを！今夜はホット・アンド・スイート | チュウたん（大原さやか）、シャアたん（生天目仁美）、メイたん（渕上舞） | 「秘湯に願いを！今夜はホット・アンド・スイート」                 | テレビアニメ『えとたま』関連曲                                                       |
| 7月1日   | えとたま キャラクターソングミニアルバム (4) 秘湯に願いを！今夜はホット・アンド・スイート | チュウたん（大原さやか） | 「窮猫ハ鼠ヲモ噛メズ」 「blue moment (もーっと!チュウたんver.)」 | テレビアニメ『えとたま』関連曲                                                       |
| 2016年   |                                                                                          | |                                                                  |                                                                                      |
| 4月27日  | ニュームーンに恋して/eternal eternity                                                    | セーラーウラヌス（皆川純子）、セーラーネプチューン（大原さやか） | 「eternal eternity」                                             | テレビアニメ『美少女戦士セーラームーンCrystal』第3期・前期エンディングテーマ         |
| 10月19日 | THE BEST of ETOTAMAX 〜最強プロデュース! 今夜はわがにゃのクライマックス〜                | ソルラルBOB | 「blue moment」                                                  | テレビアニメ『えとたま』エンディングテーマ                                           |
| 10月19日 | THE BEST of ETOTAMAX 〜最強プロデュース! 今夜はわがにゃのクライマックス〜                | チュウたん（大原さやか） | 「窮猫ハ鼠ヲモ嚙メズ (Hommarju Remix)」                          | テレビアニメ『えとたま』関連曲                                                       |
| 10月19日 | THE BEST of ETOTAMAX 〜最強プロデュース! 今夜はわがにゃのクライマックス〜                | チュウたん（大原さやか）、シャアたん（生天目仁美）、メイたん（渕上舞） | 「秘湯に願いを!今夜はホット・アンド・スイート」                  | テレビアニメ『えとたま』関連曲                                                       |
| 11月9日  | うたわれるもの 二人の白皇 ADDITIONAL SOUNDTRACK                                          | ウルトリィ（大原さやか）、カミュ（釘宮理恵）、ウルゥル・サラァナ（佐倉綾音） | 「子守歌・双星」                                                 | ゲーム『うたわれるもの 二人の白皇』関連曲                                            |
| 2021年   |                                                                                          | |                                                                  |                                                                                      |
| 2月10日  | 劇場版 美少女戦士セーラームーンEternal キャラクターソング集 Eternal Collection           | スーパーセーラーウラヌス（皆川純子）、スーパーセーラーネプチューン（大原さやか）、スーパーセーラープルート（前田愛）、スーパーセーラーサターン（藤井ゆきよ） | 「Astral Mission」                                               | 劇場アニメ『美少女戦士セーラームーンEternal』関連曲                                  |
| 2月10日  | 劇場版 美少女戦士セーラームーンEternal キャラクターソング集 Eternal Collection           | エターナルセーラームーン（三石琴乃）、エターナルセーラーちびムーン（福圓美里）、エターナルセーラーマーキュリー（金元寿子）、エターナルセーラーマーズ（佐藤利奈）、エターナルセーラージュピター（小清水亜美）、エターナルセーラーヴィーナス（伊藤静）、エターナルセーラーウラヌス（皆川純子）、エターナルセーラーネプチューン（大原さやか）、エターナルセーラープルート（前田愛）、エターナルセーラーサターン（藤井ゆきよ） | 「Moon Effect」                                                  | 劇場アニメ『美少女戦士セーラームーンEternal』関連曲                                  |
| 2022年   |                                                                                          | |                                                                  |                                                                                      |
| 3月16日  | FAIRY TAIL CHARACTER SONGS COLLECTION                                                    | エルザ（大原さやか） | 「Wings of Liberty」 「スカーレット」                            | テレビアニメ『FAIRY TAIL』関連曲                                                     |
| 3月16日  | FAIRY TAIL CHARACTER SONGS COLLECTION                                                    | ルーシィ（平野綾）、エルザ（大原さやか）、ウェンディ（佐藤聡美） | 「Happy Tale」                                                   | テレビアニメ『FAIRY TAIL』関連曲                                                     |
| 2023年   |                                                                                          | |                                                                  |                                                                                      |
| 2月18日  | 美少女戦士セーラームーン The 30th Anniversary Memorial Album                             | セーラーウラヌス（皆川純子）、セーラーネプチューン（大原さやか） | 「eternal eternity」                                             |                                                                                      |
| 2月18日  | 美少女戦士セーラームーン The 30th Anniversary Memorial Album                             | エターナルセーラームーン（三石琴乃）、エターナルセーラーちびムーン（福圓美里）、エターナルセーラーマーキュリー（金元寿子）、エターナルセーラーマーズ（佐藤利奈）、エターナルセーラージュピター（小清水亜美）、エターナルセーラーヴィーナス（伊藤静）、エターナルセーラーウラヌス（皆川純子）、エターナルセーラーネプチューン（大原さやか）、エターナルセーラープルート（前田愛）、エターナルセーラーサターン（藤井ゆきよ） | 「Moon Effect」                                                  |                                                                                      |